# جودو
جودو (ژاپنی: 柔道 هپبورن: Jūdō, ت.ت. 'راه ملایم') یک هنر رزمی مدرن ژاپنی بدون استفاده از سلاح، ورزش رزمی، ورزش المپیکی (از سال ۱۹۶۴) و برجسته‌ترین شکل کشتی با لباس در مسابقات بین‌المللی است. جودو در سال ۱۸۸۲ توسط کانو جیگورو به عنوان یک هنر رزمی التقاطی ایجاد شد و به دلیل تأکید بر رندوری (مبارزه آزاد) به جای کاتا (مجموعه حرکات از پیش طراحی شده) و حذف عناصر ضربه زدن و آموزش سلاح‌ها از هنرهای رزمی قبلی (عمدتاً تنجین شینیو-ریو جوجوتسو و کیتو-ریو جوجوتسو) متمایز شد.
جودو به دلیل تسلط بر مدارس جوجوتسو قدیمی در مسابقات هنرهای رزمی پلیس توکیو (به ژاپنی: 警視庁武術大会، Keishicho Bujutsu Taikai) که توسط اداره پلیس کلان‌شهر توکیو برگزار می‌شد، به شهرت رسید و به عنوان هنر رزمی اصلی این دپارتمان انتخاب شد. تمرین‌کننده جودو جودوکا و لباس جودو، جودوگی نامیده می‌شود.
هدف جودوی رقابتی این است که حریف را به زمین بیندازید، او را با تثبیت (پین) بی‌حرکت کنید یا او را با قفل مفصل یا خفه‌کن تسلیم کنید. در حالی که ضربات و استفاده از سلاح‌ها در برخی از فرم‌های از پیش تعیین شده (کاتا) گنجانده شده‌اند، اما اغلب تمرین نمی‌شوند و در مسابقات جودو یا تمرین آزاد غیرقانونی هستند. نهاد بین‌المللی حاکم بر جودو، فدراسیون جهانی جودو است و رقبا در مدار حرفه‌ای بین‌المللی فدراسیون جهانی جودو رقابت می‌کنند.
فلسفه جودو حول دو اصل اصلی می‌چرخد: سیریوکو-زن‌یو (ژاپنی: 精力善用 هپبورن: Seiryoku-Zenyo, ت.ت. 'استفاده خوب از انرژی') و جیتا-کیوئی (ژاپنی: 自他共栄 هپبورن: Jita-Kyoei, ت.ت. 'رفاه و منفعت متقابل'). فلسفه و تدریس جودو مدلی برای سایر هنرهای رزمی مدرن ژاپنی که از کو-ریو (ژاپنی: 古流 هپبورن: ko-ryū, ت.ت. 'مدارس سنتی') توسعه یافته‌اند، شد. جودو همچنین تعدادی هنر رزمی مشتق در سراسر جهان مانند جوجیتسو برزیلی، کراو ماگا، سامبو و ای‌آربی را به وجود آورد. جودو همچنین بر سبک‌های مبارزه دیگر مانند مبارزه نزدیک یا سی‌کیوسی (en)، هنرهای رزمی ترکیبی یا ام‌ام‌ای، کشتی شوت و کشتی تسلیمی تأثیر گذاشت.

## تاریخ و فلسفه

### زندگی اولیه بنیان‌گذار

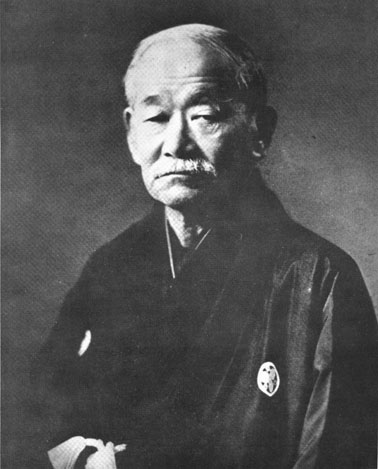
تصویری از کانو جیگورو، بنیان‌گذار جودو در کهنسالی

تاریخ اولیه جودو به‌طور جدانشدنی با بنیان‌گذار آن، همه‌چیزدان و مربی ژاپنی، کانو جیگورو که نام اصلی او شینوسوکه جیگورو (به ژاپنی: 新之助 治五郎، Shinnosuke Jigorō) بود، مرتبط است. کانو در سال ۱۸۶۰ و در خانواده‌ای نسبتاً مرفه به دنیا آمد. پدرش جیروساکو، پسر دوم رئیس کشیش معبد شینتو هیوشی در استان شیگا بود. او با ساداکو کانو، دختر مالک شرکت کیکو-ماسامونه ازدواج کرد و به این خانواده ملحق شد و نام خود را به کانو تغییر داد. او در نهایت به مقامی رسمی در شوگون‌سالاری منصوب شد.
کانو جیگورو از کودکی تحت آموزش علمی قرار گرفت و از سن هفت سالگی، زبان انگلیسی، خوشنویسی ژاپنی (به ژاپنی: 書道، Shodō) و چهار کتاب کنفوسیوسی (به ژاپنی: 四書، Shisho) را زیر نظر چندین مربی مطالعه کرد. وقتی کانو چهارده ساله بود، در مدرسه‌ای با زبان انگلیسی در شیبا توکیو به نام ایکوئی-گیجوکو شروع به تحصیل کرد. فرهنگ قلدری که در این مدرسه رایج بود، او را وادار کرد تا برای تمرین دفاع شخصی به دنبال دوجو جوجوتسو بگردد.
تلاش‌های اولیه او برای یافتن استاد جوجوتسویی که او را بپذیرد با موفقیت کمی مواجه شد. جوجوتسو در ژاپن که به سرعت به سوی غربی شدن می‌رفت، از مد افتاده بود. بسیاری از کسانی که قبلاً این هنر را آموزش می‌دادند مجبور به تغییر شغل شده بودند یا از آموزش آن چنان ناامید شده بودند که به‌طور کامل دست از کار کشیده بودند. ناکای اومِناری، یکی از آشنایان پدر کانو و سرباز سابق، موافقت کرد به او کاتا را نشان دهد اما حاضر نشد که به او جوجوتسو آموزش دهد. کاتاگیری ریوجی، سرایدار خانه دوم جیروساکو نیز جوجوتسو می‌دانست اما از آموزش آن به وی خودداری کرد؛ زیرا معتقد بود که دیگر کاربردی ندارد. یکی دیگر از بازدیدکننده مکرر، ایمای گنشیرو از مدرسه کیوشین-ریو (به ژاپنی: 扱心流، Kyūshin-ryū) جوجوتسو نیز این هنر را به او آموزش نداد. چند سالی گذشت تا اینکه کانو سرانجام یک استاد مایل به آموزش پیدا کرد.
در سال ۱۸۷۷، وقتی که کانو دانشجوی دانشگاه توکیو بود، متوجه شد که بسیاری از معلمان جوجوتسو مجبور شده‌اند به مشاغل جایگزین روی آورند و اغلب مطب‌های سِیکوتسو-این (ژاپنی: 整骨院 هپبورن: Seikotsu-in, ت.ت. 'روش‌های سنتی استخوان‌درمانی') باز کرده‌اند. پس از تحقیق در مورد چندین مورد از آنها، کانو به فکودا هاچینوسوکه (ح. ۱۸۲۸–۱۸۸۰)، معلم مدرسه تنجین شینیو-ریو (ژاپنی: 天神真楊流 هپبورن: Tenjin Shin'yō-ryū) جوجوتسو معرفی شد که دوجو کوچکی با نه تشک داشت و پنج شاگرد را آموزش می‌داد. کیکو فکودا، دان نهم (متولد ۱۹۱۳)، نوه فکودا هاچینوسوکه و آخرین شاگرد مستقیم کانوا است. گفته می‌شود فکودا بر فن تأکید داشت نه بر تمرین‌های رسمی و این باعث شد که کانو بر رندوری در جودو تأکید کند.
با مرگ فکودا در سال ۱۸۸۰، کانو که به مشتاق‌ترین و توانمندترین شاگرد او در هر دو زمینه رندوری (مبارزه آزاد) و کاتا (مجموعه حرکات از پیش طراحی شده) تبدیل شده بود، دِنشو (ژاپنی: 伝書 هپبورن: densho, ت.ت. 'طومارها') دوجو فکودا را دریافت کرد. کانو تصمیم گرفت به مطالعات خود در مدرسه دیگری از تنجین شینیو-ریو که متعلق به ایسو ماساتومو (ح. ۱۸۲۰–۱۸۸۱) بود ادامه دهد. ایسو بیشتر بر تمرین کاتا تأکید داشت و آموزش رندوری را به دستیاران و بیشتر به کانو واگذار کرد. ایسو در ژوئن ۱۸۸۱ درگذشت و کانو به تحصیل در دوجو اییکوبو تسونه‌توشی (۱۸۳۵–۱۸۸۹) از مدرسه کیتو-ریو (ژاپنی: 起倒流 هپبورن: Kitō-ryū) ادامه داد مانند فکودا، اییکوبو نیز بر رندوری تأکید داشت و کیتو-ریو تمرکز بیشتری بر ناگه‌وازا (ژاپنی: 投げ技 هپبورن: nage-waza, ت.ت. 'تکنیک‌های پرتاب') داشت.

### تأسیس کودکان

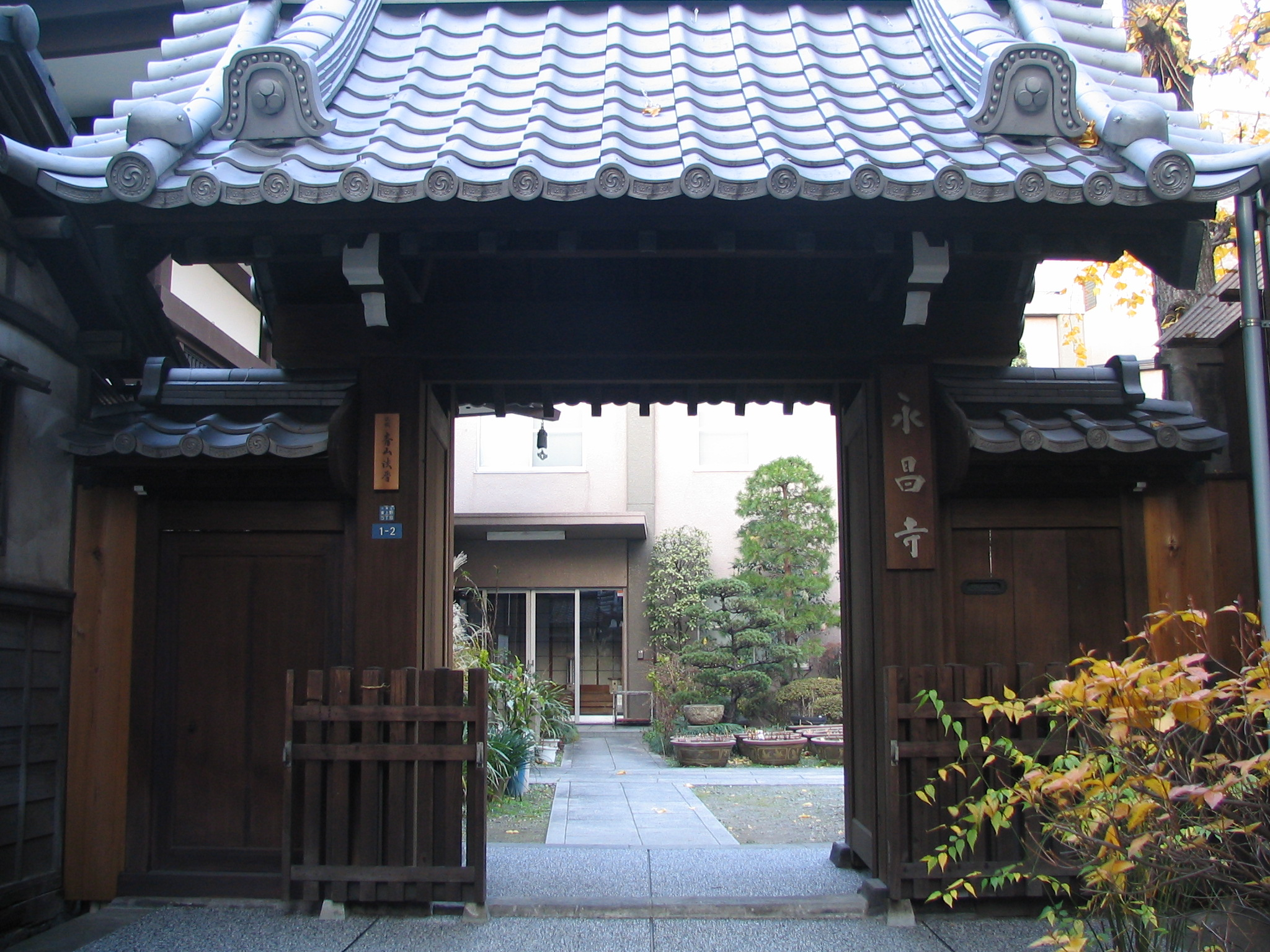
معبد ایشو-جی در توکیو

در فوریه ۱۸۸۲، کانو مدرسه و دوجویی در معبد بودایی ایشو-جی (ژاپنی: 永昌寺 هپبورن: Eisho-ji) در ناحیه شیتایا توکیو (اکنون ناحیه هیگاشی اوئنو در ناحیه تای‌تو) تأسیس کرد. اییکوبو، مربی کیتو-ریو کانو، سه روز در هفته به دوجو می‌آمد تا به آموزش کمک کند و اگرچه دو سال طول کشید تا معبد به نام کودوکان نام‌گذاری شود و کانو هنوز مدرک منکیو (ژاپنی: 免許 هپبورن: Menkyo, ت.ت. 'گواهی استادی') در کیتو-ریو را دریافت نکرده بود، امروزه این زمان به‌عنوان زمان تأسیس کودوکان شناخته می‌شود.
دوجو ایشو-جی در ابتدا شوئین-زوکوری بود. این مکان نسبتاً کوچک بود و مساحتی حدود ۱۲ جو (۲۱۴ فوت مربع) داشت. کانو دانشجویان مقیم و غیرمقیم را پذیرفت که اولین دو نفر آنها تومیتا تسونه‌جیرو و شیرو سایگو بودند. در اوت سال بعد، این دو نفر درجات شودان (ژاپنی: 初段 هپبورن: shodan, ت.ت. 'درجه اول') را دریافت کردند که اولین درجاتی بود که در هر هنر رزمی اعطا شده بود.

### جودو در مقابل جوجوتسو

«جودو» ، به کانجی نوشته شده است.

مرکزیت بینش کانو برای جودو بر اصول سیریوکو زن‌یو (ژاپنی: 精力善用 هپبورن: seiryoku zen'yō, ت.ت. 'حداکثر کارایی، حداقل تلاش') و جیتا کیوئی (ژاپنی: 自他共栄 هپبورن: jita kyōei, ت.ت. 'رفاه و منفعت متقابل') قرار داشت. او کاربرد سیریوکو زن‌یو را با مفهوم جو یوکو گو او سیسو (ژاپنی: 柔能く剛を制す - 柔能剛制 هپبورن: jū yoku gō o seisu, ت.ت. 'نرمی سختی را کنترل می‌کند') چنین شرح داد:
به‌طور خلاصه، مقاومت در برابر حریف قوی‌تر منجر به شکست شما خواهد شد، درحالی‌که سازگاری با حمله حریف و فرار از آن باعث می‌شود تعادل خود را از دست بدهد، قدرت او کاهش یابد و شما او را شکست دهید. این مفهوم جو یوکو گو او سیسو است.
کانو متوجه شد که سیریوکو زن‌یو که در ابتدا به‌عنوان مفهوم جوجوتسو تصور شده بود، کاربرد فلسفی وسیع‌تری دارد. با ترکیب این مفهوم با جیتا کیوئی که تحت تأثیر کنفوسیوس‌گرایی بود، کاربرد وسیع‌تر این مفاهیم باعث شد جودو از بوجوتسو (ژاپنی: 武術 هپبورن: bujutsu, ت.ت. 'هنر رزمی') به بودو (ژاپنی: 武道 هپبورن: budō, ت.ت. 'راه رزمی') تبدیل شود. کانو فنونی را که با این اصول سازگار نبودند رد کرد و بر اهمیت کارایی در اجرای فنون تأکید کرد. او معتقد بود که تمرین جوجوتسو درحالی‌که با این ایده‌ها سازگار است، راهی برای بهبود شخصی و بهبود جامعه به‌طور کلی است. با این حال، او به شدت از درک منفی عمومی ژاپنی‌ها نسبت به جوجوتسو آگاه بود:
در آن زمان، چند متخصص بوجوتسو (هنرهای رزمی) هنوز وجود داشتند، اما بوجوتسو تقریباً توسط ملت به‌طور کلی رها شده بود. حتی اگر می‌خواستم جوجوتسو را آموزش دهم، بیشتر مردم دیگر به آن فکر نمی‌کردند؛ بنابراین فکر کردم بهتر است تحت نامی دیگر آموزش دهم، زیرا اهدافم بسیار گسترده‌تر از جوجوتسو بود.
کانو معتقد بود که جوجوتسو برای توصیف هنر او ناکافی است: اگرچه جوتسو (ژاپنی: 術 هپبورن: jutsu) به معنای «هنر» یا «روش» است، اما به معنای روشی که شامل مجموعه‌ای از فنون فیزیکی است. بر این اساس، او کاراکتر دوم را به دو (ژاپنی: 道 هپبورن: dō) تغییر داد که به معنای «راه»، «جاده» یا «مسیر» است و مفهومی فلسفی‌تر از جوتسو دارد و منشأ مشترکی با مفهوم چینی تائو دارد. به این ترتیب، کانو آن را جودو نامید.

### جودو در دوران جنگ جهانی دوم و پس از آن

#### بازداشت ژاپنی‌تباران
در سال ۱۹۴۱ و پس از حمله ژاپن به پرل هاربر، ایالات متحده و کانادا تصمیم گرفتند اقدامات شدیدی را علیه ژاپنی‌تباران ساکن در این کشورها اجرا کنند. در ایالات متحده، بیش از ۱۲۰٬۰۰۰ آمریکایی ژاپنی‌تبار بر اساس فرمان اجرایی ۹۰۶۶ که توسط رئیس‌جمهور فرانکلین روزولت امضا شد، مجبور شدند خانه‌هایشان در سواحل غربی را ترک کرده و به اردوگاه‌های موقت منتقل شوند. در کانادا نیز حدود ۲۲٬۰۰۰ کانادایی ژاپنی‌تبار از مناطق ساحلی بریتیش کلمبیا به مناطق داخلی کشور تبعید شدند. این اقدامات به دلیل ترس از خیانت یا خرابکاری احتمالی آن‌ها انجام شد؛ اما هیچ مدرکی دال بر چنین فعالیت‌هایی از سوی این افراد وجود نداشت و این تصمیمات بیشتر بر اساس ترس و نژادپرستی اتخاذ شده بود.

#### نقش جودو در اردوگاه‌های بازداشت
شرایط زندگی در این اردوگاه‌ها بسیار سخت بود؛ افراد در ساختمان‌های موقتی و با حداقل امکانات به سر می‌بردند. با این حال، ژاپنی‌تباران از جودو به عنوان یک ابزار مهم برای تقویت روحیه و تحمل شرایط دشوار استفاده کردند. جودو که اصولی مانند انضباط، صبر و احترام به دیگران را آموزش می‌دهد، به یکی از فعالیت‌های اصلی در اردوگاه‌ها تبدیل شد. به عنوان مثال، در اردوگاه منزنار در کالیفرنیا یک دوجو سنتی تأسیس شد که به بیش از ۳۵۰ نفر آموزش جودو داده می‌شد؛ از جمله ۱۰۰ نفر که دارای کمربند مشکی بودند.
پس از پایان جنگ جهانی دوم، بسیاری از ژاپنی‌تباران به مناطق مختلف آمریکا و کانادا مهاجرت کردند و این مهاجرت‌ها به گسترش فرهنگ ژاپنی، از جمله جودو، در این کشورها کمک کرد.

#### ممنوعیت جودو در دوران پس از جنگ
در همین دوران، ژاپن نیز با چالش‌های جدی مواجه بود. پس از تسلیم ژاپن در سال ۱۹۴۵، قوای اشغالگر آمریکایی تحت فرماندهی ژنرال داگلاس مک‌آرتور برنامه‌ای برای غیرنظامی‌سازی و دموکراتیک‌سازی ژاپن آغاز کردند. به عنوان بخشی از این برنامه، آموزش هنرهای رزمی سنتی مانند جودو و کن‌دو در مدارس ممنوع شد. آمریکایی‌ها معتقد بودند که این هنرهای رزمی، که بخشی از فلسفه بودو بودند، می‌توانند جوانان ژاپنی را با ارزش‌های نظامی‌گری پرورش دهند و در آینده به تهدیدی برای قوای اشغالگر تبدیل شوند.
با این حال، مقامات ژاپنی و مربیان جودو تلاش کردند تا نشان دهند که این ورزش می‌تواند به عنوان یک فعالیت تربیتی و غیرنظامی به مدارس بازگردانده شود. این تلاش‌ها در نهایت موفقیت‌آمیز بود و در سال ۱۹۵۱ آموزش جودو به مدارس بازگشت؛ اما این بار با تمرکز بیشتر بر جنبه‌های فیزیکی آن و کاهش یا حذف آموزش‌های فلسفی و اخلاقی مرتبط با بودو. این اقدام بخشی از بازسازی فرهنگی و هویتی ژاپن پس از جنگ بود و به نسل جوان ژاپنی کمک کرد تا با ارزش‌های جدید سازگار شوند و به بازسازی کشورشان کمک کنند.

## اجزای جودو

### جودوکا (تمرین‌کننده جودو)

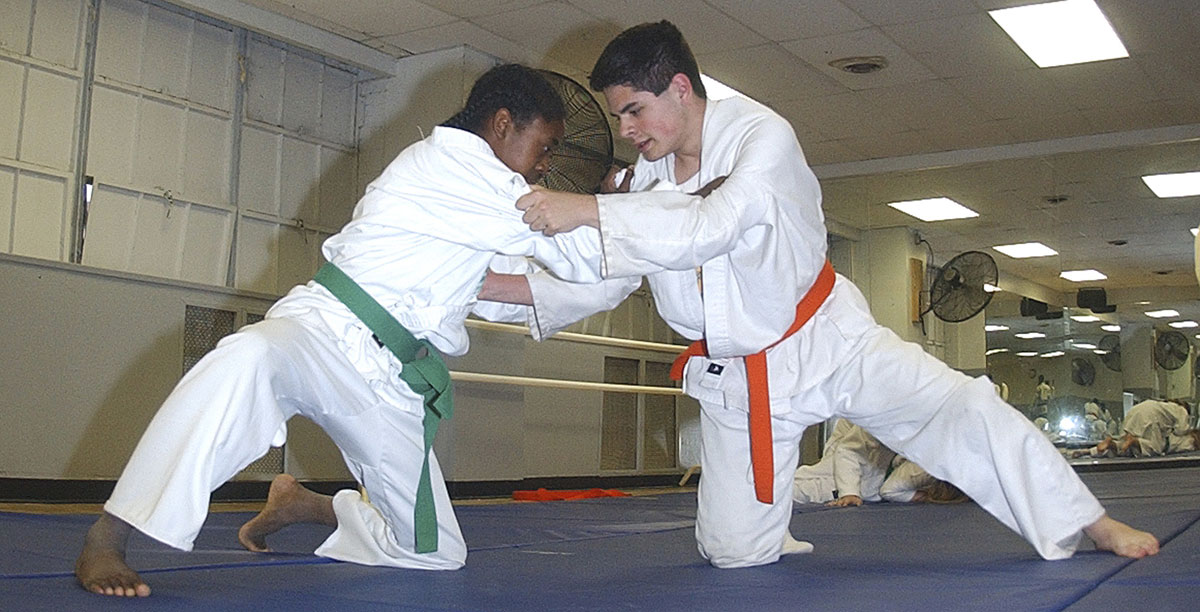
دو جودوکا درحال تمرین که جودوگی پوشیده‌اند

فردی که به تمرین و اجرای هنر رزمی جودو می‌پردازد، به عنوان جودوکا (ژاپنی: 柔道家 هپبورن: judoka, ت.ت. 'استاد جودو') شناخته می‌شود. معنای مدرن جودوکا در انگلیسی به معنای تمرین‌کننده جودو با هر سطحی از تجربه و تخصص است؛ اما به‌طور سنتی، افرادی که زیر رتبه دان ۴ بودند کِنکیو-سی (ژاپنی: 研究生 هپبورن: kenkyu-sei, ت.ت. 'کارآموزان') نامیده می‌شدند و تنها کسانی که دارای رتبه دان ۴ یا بالاتر بودند جودوکا نامیده می‌شدند.
پسوند -کا (ژاپنی: 家 هپبورن: ka, در اینجا به معنای متخصص یا استاد)، هنگامی که به یک اسم اضافه می‌شود، به معنای فردی با تخصص یا دانش ویژه در آن موضوع است.

### سنسی (معلم جودو)
یک معلم جودو سنسی (ژاپنی: 先生 هپبورن: sensei) نامیده می‌شود. واژه سنسی از ترکیب دو واژه سن (قبل) و سی (زندگی)  تشکیل شده و یعنی «کسی که قبل از شما بوده» است. در دوجوهای غربی، معمول است که به مربی هر درجه دان، سنسی گفته شود. به‌طور سنتی، این عنوان برای مربیان با درجه دان ۴ و بالاتر محفوظ بود.

### جودوگی (لباس جودو)

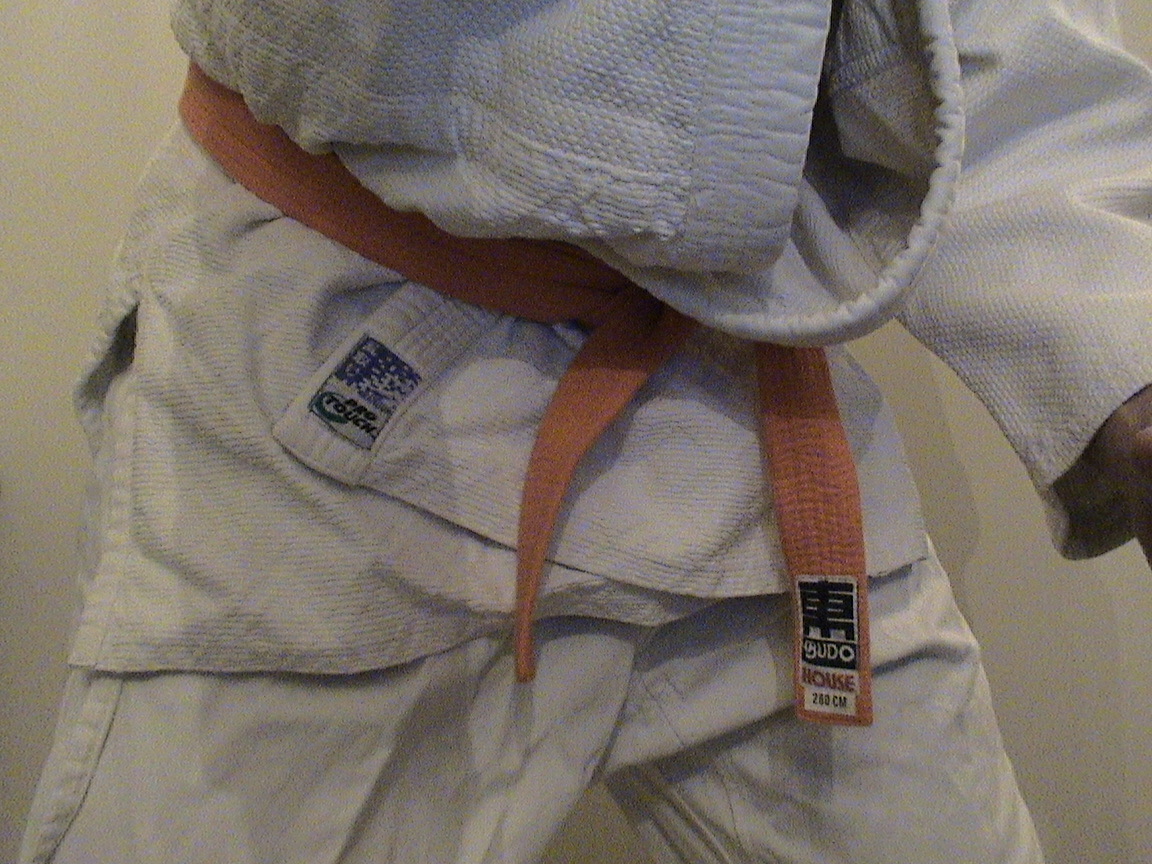
جودوگی از بافت سنگین ساخته شده است تا در برابر فشار پرتاب و مبارزه مقاومت کند.

تمرین‌کنندگان جودو به‌طور سنتی لباس‌های سفیدی به نام کیکوگی (ژاپنی: 稽古着 هپبورن: keikogi, ت.ت. 'لباس تمرین') یا جودوگی (ژاپنی: 柔道着 هپبورن: jūdōgi, ت.ت. 'لباس جودو') می‌پوشند که در غرب گاهی به اختصار گی (ژاپنی: 着 هپبورن: gi, ت.ت. 'لباس') نامیده می‌شود.
این لباس شامل یک کت سنگین نخی به شکل کیمونو به نام اوواگی (ژاپنی: 上衣 هپبورن: uwagi, ت.ت. 'کت') است که شبیه به کت‌های کارگری سنتی به نام هانتن (ژاپنی: 半纏 هپبورن: hanten) می‌باشد و با اوبی (ژاپنی: 帯 هپبورن: obi, ت.ت. 'کمربند') که رنگ آن رتبه را نشان می‌دهد بسته می‌شود و همچنین زوبون (ژاپنی: ズボン هپبورن: zubon, ت.ت. 'شلوار') با بند کشی است. نمونه‌های اولیه کیکوگی دارای آستین‌ها و پاچه‌های شلوار کوتاه بودند و جودوگی آستین بلند مدرن در سال ۱۹۰۶ به تصویب رسید.
برای رویدادهای برگزار شده تحت نظارت فدراسیون جهانی جودو (IJF)، جودوگی‌ها باید دارای برچسب نشان رسمی «International Judo Federation» باشند. این برچسب نشان می‌دهد که جودوگی تعدادی تست کنترل کیفیت را گذرانده است تا اطمینان حاصل شود که مطابق با مقررات ساخت بوده و بیش از حد سفت، انعطاف‌پذیر، سخت یا لغزنده نیست تا به حریف اجازه گرفتن یا انجام فنون را بدهد.

### جودوگی آبی

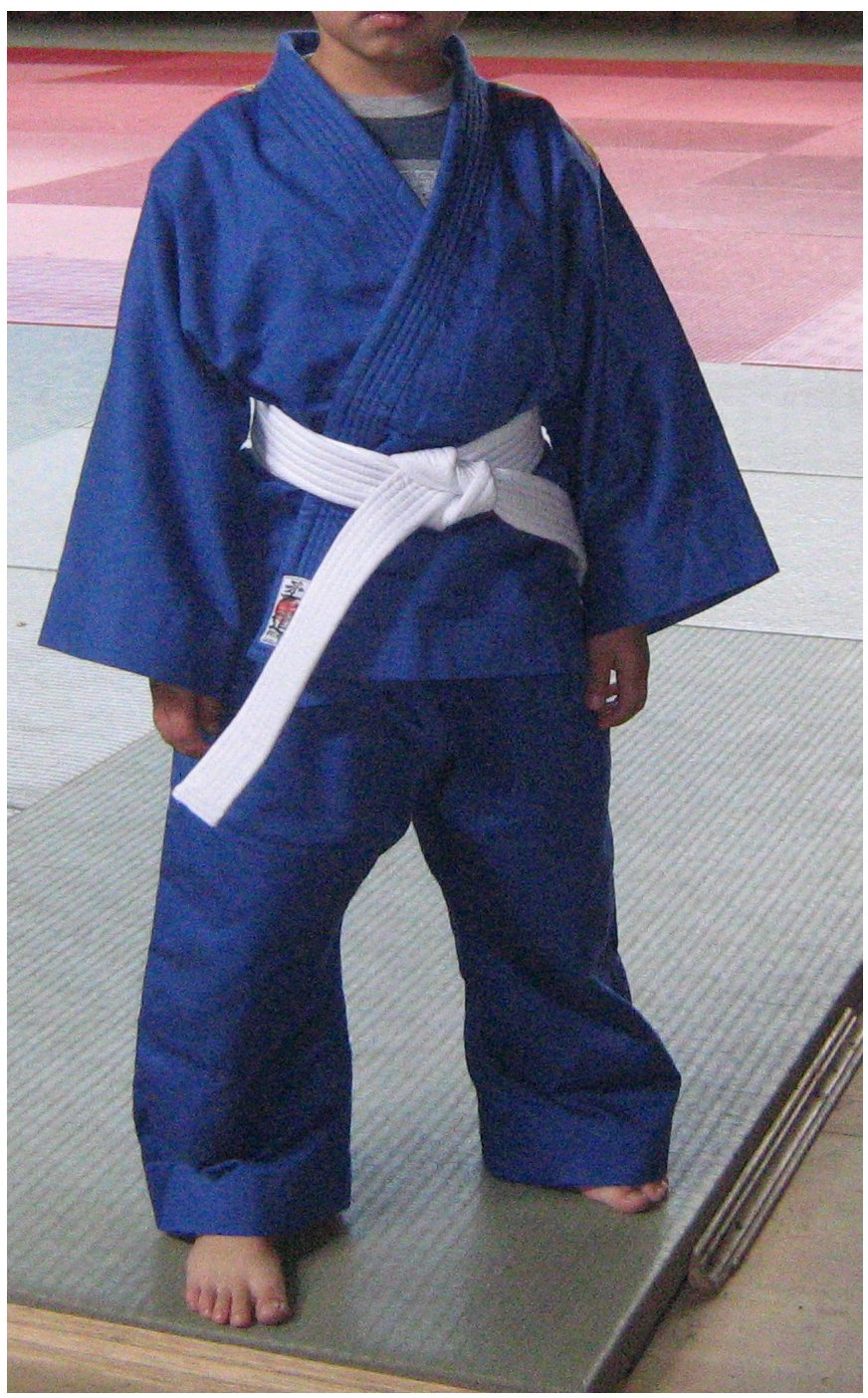
یک کارآموز کودک که جودوگی آبی پوشیده است

استفاده مدرن از جودوگی آبی برای مسابقات سطح بالا اولین بار توسط آنتون خسینک در جلسه کمیسیون انضباطی فدراسیون جهانی جودو (IJF DC)، در شهر ماستریخت در سال ۱۹۸۶ پیشنهاد شد. برای مسابقه، یکی از دو رقابت‌کننده جودوگی آبی می‌پوشد تا تمایز آن‌ها برای قضاوت داوران و تماشاگران آسان‌تر باشد.
جودوکاهای ژاپنی و سنت‌گرایان تمایل دارند استفاده از جودوگی آبی را نپسندند؛ زیرا جودو به عنوان یک ورزش «پاک» در نظر گرفته می‌شود و جایگزینی جودوگی سفید خالص با آبی ناپاک، یک توهین تلقی می‌شود.
در ژاپن، هر دو جودوکا از جودوگی سفید استفاده می‌کنند و اوبی قرمز سنتی (بر اساس رنگ‌های پرچم ژاپن) به کمربند یکی از رقابت‌کنندگان متصل می‌شود. خارج از ژاپن، اوبی رنگی نیز ممکن است برای راحتی در مسابقات کوچک‌تر استفاده شود و جودوگی آبی تنها در سطوح منطقه‌ای یا بالاتر الزامی است که به سازمان مربوط بستگی دارد.

## فنون جودو
در جودو سه دسته اصلی از وازا (ژاپنی: 技 هپبورن: waza, ت.ت. 'فنون') وجود دارد: ناگه-وازا (ژاپنی: 投げ技 هپبورن: nage-waza, ت.ت. 'فنون پرتابی')، کاتامه-وازا (ژاپنی: 固技 هپبورن: katame-waza, ت.ت. 'فنون گلاویزی') و آتمی-وازا (ژاپنی: 当て身技 هپبورن: atemi-waza, ت.ت. 'فنون ضربتی'). جودو بیشتر به خاطر ناگه-وازا و کاتامه-وازا شناخته شده است. تمرین‌کنندگان جودو معمولاً بخشی از هر جلسه تمرین را به اوکمی (ژاپنی: 受け身 هپبورن: ukemi, ت.ت. 'افتادن‌های ایمن') اختصاص می‌دهند تا بتوانند ناگه-وازا را بدون خطر آسیب جدی تمرین کنند. انواع مختلفی از اوکمی وجود دارد، از جمله:
- اوشیرو اوکمی (ژاپنی: 後ろ受身 هپبورن: ushiro ukemi؟, ت.ت. 'افتادن به پشت')
- یوکو اوکمی (ژاپنی: 横受け身 هپبورن: yoko ukemi؟, ت.ت. 'افتادن به پهلو')
- مائه اوکمی (ژاپنی: 前受け身 هپبورن: mae ukemi؟, ت.ت. 'افتادن به جلو')
- زنپو کایتن اوکمی (ژاپنی: 前方回転受身 هپبورن: zenpo kaiten ukemi؟, ت.ت. 'افتادن با غلتیدن به جلو').[۵۳]

فردی که فن را اجرا می‌کند به نام توری (ژاپنی: 取り هپبورن: tori, ت.ت. 'گیرنده') و فردی که فن روی او اجرا می‌شود با نام اوکه (ژاپنی: 受け هپبورن: uke, ت.ت. 'دریافت‌کننده') شناخته می‌شود.

### ناگه-وازا (فن‌های پرتابی)

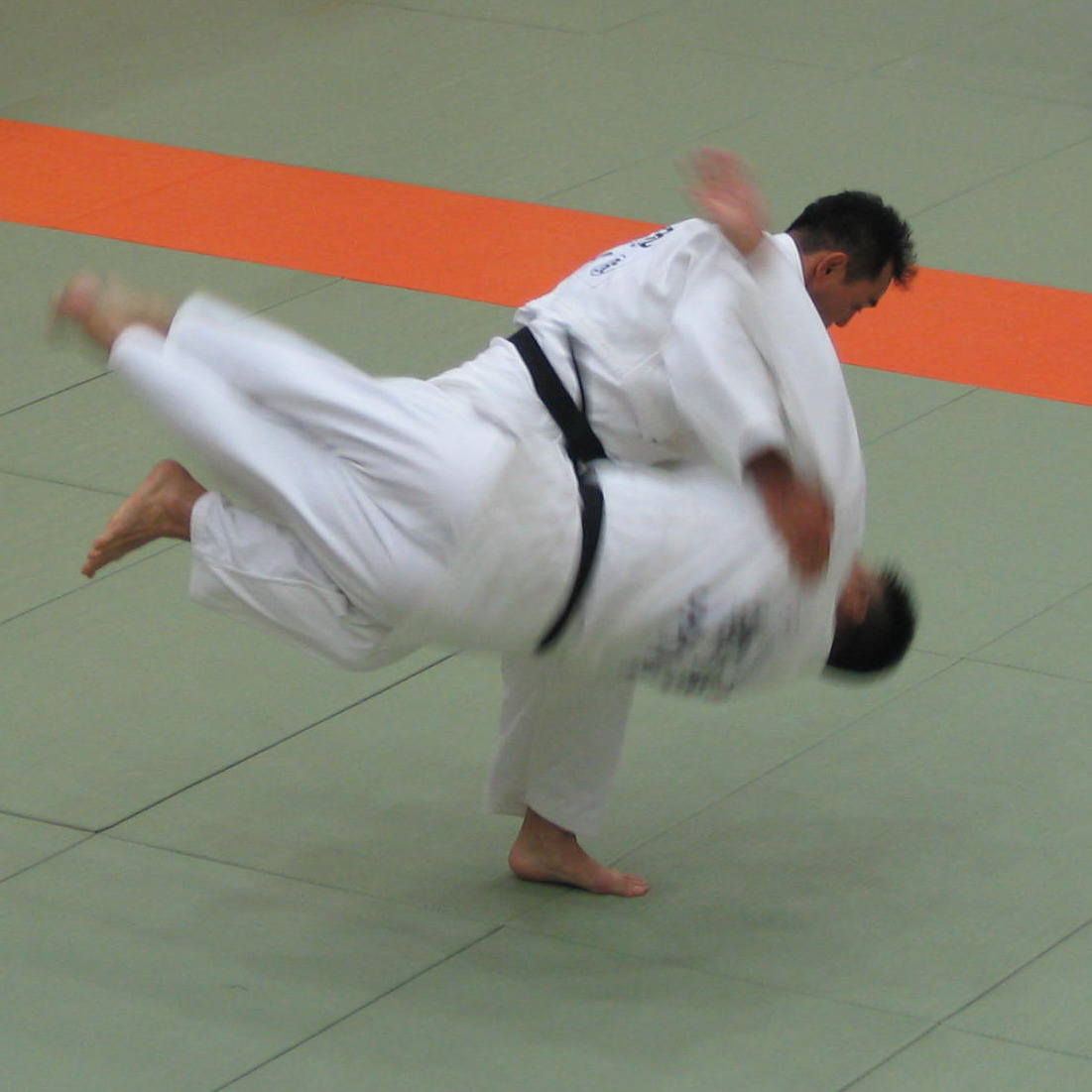
هارای گوشی (払腰, Harai goshi)، یکی از فن‌های کوشی-وازا است.

ناگه-وازا شامل تمام فنونی است که در آن‌ها توری تلاش می‌کند اوکه را معمولاً با هدف قرار دادن اوکه روی پشت، پرتاب یا زمین‌گیر کند. هر فن دارای سه مرحله متمایز است:
1. کوزوشی (ژاپنی: 崩し هپبورن: Kuzushi؟): به معنای از بین بردن تعادل حریف[۵۶][۵۷]
2. تسوکوری (ژاپنی: 作り هپبورن: Tsukuri؟): به معنای چرخیدن و جایگیری برای پرتاب[۵۸][۵۹]
3. کاکه (ژاپنی: 掛け هپبورن: Kake؟): به معنای اجرای نهایی و تکمیل پرتاب.[۵۸][۵۹]

ناگه-وازا معمولاً با استفاده از اوچی-کومی (ژاپنی: 内込 هپبورن: uchi-komi)، به معنای چرخش مکرر و آماده‌سازی تا مرحله کاکه، تمرین می‌شوند.
به‌طور سنتی، ناگه-وازا به دو دسته اصلی تقسیم می‌شود: تاچی-وازا (ژاپنی: 立ち技 هپبورن: tachi-waza, ت.ت. 'فنون ایستاده') یعنی پرتاب‌هایی که با حفظ وضعیت عمودی توری انجام می‌شوند و سوتمی-وازا (ژاپنی: 捨身技 هپبورن: sutemi-waza, ت.ت. 'فنون فداکاری') به معنای پرتاب‌هایی که در آن توری برای پرتاب اوکه وضعیت عمودی خود را فدا می‌کند. تاچی-وازا به دسته‌های زیر تقسیم می‌شوند:
1. ته-وازا (ژاپنی: 手技 هپبورن: te-waza؟, ت.ت. 'فنون دستی')، فنونی که در آن توری عمدتاً از بازوهای خود برای پرتاب اوکه استفاده می‌کند.[۶۲]
2. کوشی-وازا (ژاپنی: 腰技 هپبورن: koshi-waza؟, ت.ت. 'فنون باسنی')، پرتاب‌هایی که عمدتاً از حرکت بلند کردن از باسن استفاده می‌کنند.[۶۳]
3. آشی-وازا (ژاپنی: 足技 هپبورن: ashi-waza'؟, ت.ت. 'فنون پا و ساق پا')، پرتاب‌هایی که در آن توری عمدتاً از پاهای خود استفاده می‌کند.[۶۴]

| ناگه-وازا (ژاپنی: 投げ技 هپبورن: nage-waza, ت.ت. 'فنون پرتابی') | تاچی-وازا (ژاپنی: 立ち技 هپبورن: tachi-waza, ت.ت. 'فنون ایستاده')   | ته-وازا (ژاپنی: 手技 هپبورن: te-waza, ت.ت. 'فنون دستی')                                  |
| ناگه-وازا (ژاپنی: 投げ技 هپبورن: nage-waza, ت.ت. 'فنون پرتابی') | تاچی-وازا (ژاپنی: 立ち技 هپبورن: tachi-waza, ت.ت. 'فنون ایستاده')   | کوشی-وازا (ژاپنی: 腰技 هپبورن: koshi-waza, ت.ت. 'فنون باسنی')                            |
| ناگه-وازا (ژاپنی: 投げ技 هپبورن: nage-waza, ت.ت. 'فنون پرتابی') | تاچی-وازا (ژاپنی: 立ち技 هپبورن: tachi-waza, ت.ت. 'فنون ایستاده')   | آشی-وازا (ژاپنی: 足技 هپبورن: ashi-waza', ت.ت. 'فنون پا و ساق پا')                       |
| ناگه-وازا (ژاپنی: 投げ技 هپبورن: nage-waza, ت.ت. 'فنون پرتابی') | سوتمی-وازا (ژاپنی: 捨身技 هپبورن: sutemi-waza, ت.ت. 'فنون فداکاری') | ما-سوتمی-وازا (ژاپنی: 真捨身技 هپبورن: Ma-sutemi-waza, ت.ت. 'فنون فداکاری از پشت')       |
| ناگه-وازا (ژاپنی: 投げ技 هپبورن: nage-waza, ت.ت. 'فنون پرتابی') | سوتمی-وازا (ژاپنی: 捨身技 هپبورن: sutemi-waza, ت.ت. 'فنون فداکاری') | یوکو-سوتمی-وازا (ژاپنی: 橫捨身技 هپبورن: Yoko-sutemi-waza , ت.ت. 'فنون فداکاری از پهلو') |

### کاتامه-وازا (فنون گلاویزی)
کاتامه-وازا (ژاپنی: 固技 هپبورن: Katame-waza, ت.ت. 'فنون گلاویزی') به دسته‌های زیر تقسیم می‌شوند:

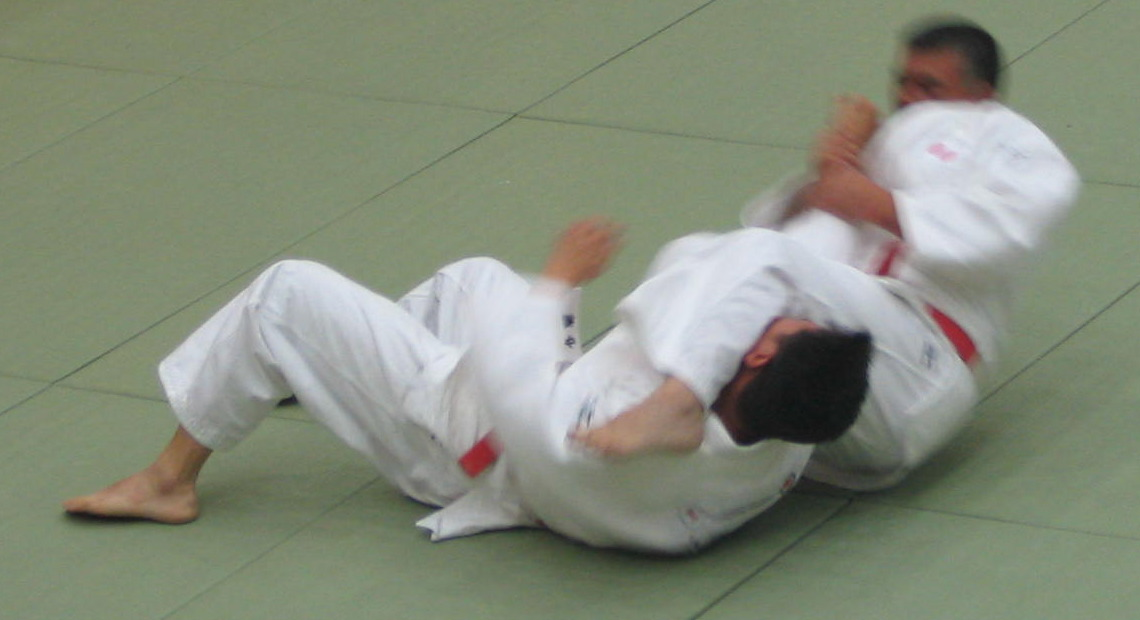
جوجی گاتامه (十字固, Juji gatame) که به آن آرم‌بار نیز گفته می‌شود، یکی از فن‌های کانسِتسو-وازا (فنون قفل مفصل) است.

1. اوساکومی-وازا (ژاپنی: 抑込技 هپبورن: osaekomi-waza؟, ت.ت. 'فنون نگهداری') که در آن توری، اوکه را روی زمین به پشت می‌گیرد و نگه می‌دارد.
2. شیمه-وازا (ژاپنی: 絞技 هپبورن: shime-waza؟, ت.ت. 'فنون خفه‌کردن') که در آن توری تلاش می‌کند با خفه‌کردن یا فشار دادن به گردن اوکه را به تسلیم وادار کند.
3. کانستسو-وازا (ژاپنی: 関節技 هپبورن: kansetsu-waza؟, ت.ت. 'فنون مفصلی') که در آن توری تلاش می‌کند با دستکاری دردناک مفاصل اوکه را به تسلیم وادار کند.

یک مفهوم مرتبط، نه-وازا (ژاپنی: 寝技 هپبورن: ne-waza, ت.ت. 'فنون خوابیده') است که در آن فن‌ها از وضعیت غیر ایستاده اعمال می‌شوند.
در جودوی رقابتی، کانستسو-وازا در حال حاضر به دستکاری مفصل آرنج محدود است. دستکاری و قفل‌کردن سایر مفاصل را می‌توان در کاتاهای مختلف، مانند کاتامه-نو-کاتا و کودوکان گوشین جوتسو یافت.
| کاتامه-وازا (ژاپنی: 固技 هپبورن: Katame-waza, ت.ت. 'فنون گلاویزی') | اوساکومی-وازا (ژاپنی: 抑込技 هپبورن: osaekomi-waza, ت.ت. 'فنون نگهداری') | اوساکومی-وازا (ژاپنی: 抑込技 هپبورن: osaekomi-waza, ت.ت. 'فنون نگهداری') |
| کاتامه-وازا (ژاپنی: 固技 هپبورن: Katame-waza, ت.ت. 'فنون گلاویزی') | شیمه-وازا (ژاپنی: 絞技 هپبورن: shime-waza, ت.ت. 'فنون خفه‌کردن')          |                                                                          |
| کاتامه-وازا (ژاپنی: 固技 هپبورن: Katame-waza, ت.ت. 'فنون گلاویزی') | کانستسو-وازا (ژاپنی: 関節技 هپبورن: kansetsu-waza, ت.ت. 'فنون مفصلی')    |                                                                          |

### آتمی-وازا (فنون ضربتی)
آتمی-وازا (ژاپنی: 当身技 هپبورن: Atemi-waza, ت.ت.) فنونی هستند که در آن توری با ضربه به نقطه حیاتی اوکه را ناتوان می‌کند. آتمی-وازا خارج از کاتا مجاز نیستند.

## ایمنی در جودو
دیدگاه کانو جیگورو برای جودو، هنری رزمی بود که بتوان آن را به‌طور واقع‌بینانه تمرین کرد. رندوری (تمرین آزاد) بخش اصلی آموزش جودو بود و شیای (مسابقه) آزمونی مهم برای درک یک جودوکا از جودو به‌شمار می‌رفت.
آتمی وازا (فنون ضربه‌زدن) در اوایل تاریخ جودو به‌طور کامل به کاتا (فرم‌های از پیش طراحی‌شده) محدود شد. کانسِتسو وازا (فنون قفل مفاصل) به فنونی که بر مفصل آرنج تمرکز داشتند محدود شدند. فنون مختلف پرتابی که قضاوت می‌شدند برای تمرین با نیروی کامل بیش از حد خطرناک هستند، مانند تمام پرتاب‌های قفل مفصل از جوجوتسو، در شیای ممنوع شدند. برای حداکثر ایمنی در ناگه وازا (فنون پرتاب)، جودوکا در اوکِمی (افتادن‌های کنترل‌شده) آموزش می‌دیدند و بر روی تاتامی (تشک‌های ساخته شده از کاه برنج) تمرین می‌کردند.

### کانسِتسو و شیمه وازا
خفگی با کانستسو-وازا (فنون قفل مفاصل) و شیمه-وازا (فنون خفه‌کردن) عموماً تحت شرایط کنترل شده معمولی دوجو، جودو و در مسابقات ایمن است. معمولاً محدودیت‌های سنی برای تمرین و اجرای این نوع فنون وجود دارد، اما ماهیت دقیق این محدودیت‌ها از کشوری به کشور دیگر و از سازمانی به سازمان دیگر متفاوت خواهد بود.

### ناگه وازا
ایمنی در تمرین فنون پرتابی بستگی به سطح مهارت هر دو نفر توری (فرد پرتاب‌کننده) و اوکه (فرد پرتاب‌شونده) دارد. پرتاب‌های ناپخته می‌توانند پتانسیل آسیب‌رسانی به هر دو نفر را داشته باشند؛ برای مثال، در هنگامی که توری برای جبران فن ضعیف، با قدرت از طریق پرتاب عمل می‌کند. به همین ترتیب اوکِمی ضعیف، به‌ویژه از پرتاب‌های قدرتمندتری که اوکه مهارت لازم برای افتادن‌های کنترل‌شده از آن‌ها را ندارد، می‌تواند منجر به آسیب شود. به این دلایل، پرتاب‌ها معمولاً به ترتیب دشواری برای هر دو توری و اوکه آموزش داده می‌شوند. این موضوع در گوکیو (ژاپنی: 五教 هپبورن: Gokyo, ت.ت. 'پنج آموزش') که یک گروه‌بندی سنتی از پرتاب‌ها است و به ترتیب دشواری اوکِمی مرتب شده‌اند، نشان داده می‌شود. آن‌هایی که در دای ایککیو (ژاپنی: 第一教 هپبورن: Dai ikkyo, ت.ت. 'اولین آموزش') گروه‌بندی شده‌اند، نسبتاً برای افتادن‌های کنترل‌شده، ساده هستند درحالی‌که آن‌هایی که در دای گوکیو (ژاپنی: 第五教 هپبورن: dai gokyo, ت.ت. 'پنجمین آموزش') گروه‌بندی شده‌اند، برای افتادن‌های کنترل‌شده، دشوار هستند.

### ممنوعیت محافظ (پوشش سر)
به کار بستن پوشش سر (حجاب) در مسابقات جودو ممنوع است. به گفتهٔ نیکولاس مسنر سخنگوی وقت فدراسیون جهانی جودو، این تصمیم برای حفظ مسائل ایمنی در حین نگه‌داشتن‌ها و خفه کردن‌ها گرفته شده است.

## آموزش

### رندوری (تمرین آزاد)
آموزش جودو تأکید ویژه‌ای بر رندوری (ژاپنی: 乱取り هپبورن: randori, ت.ت. 'گرفتن آشوب'، اما به معنای «تمرین آزاد») دارد. این اصطلاح شامل انواع مختلفی از فرم‌های تمرین است و شدت اجرای آن بسته به هدف و سطح تخصص شرکت‌کنندگان متفاوت است. از طرفی، رندوری از نوع یاکوسوکو گیکو (ژاپنی: 約束稽古 هپبورن: Yakusoku geiko, ت.ت. 'تمرین پیش‌پیمان')، سبکی همکارانه است که در آن هیچ‌یک از شرکت‌کنندگان مقاومتی در برابر تلاش‌های همدیگر برای پرتاب نشان نمی‌دهند. یک مفهوم مرتبط، سوته گیکو (ژاپنی: 捨稽古 هپبورن: Sute geiko, ت.ت. 'تمرین فداکاری') است که در آن جودوکای باتجربه اجازه می‌دهد تا توسط شریک کم‌تجربه‌تر خود پرتاب شود. در انتهای دیگر، سبک سخت رندوری قرار دارد که سعی دارد سبک جودو دیده شده در مسابقات را تقلید کند. در حالی که رندوری سخت اساس جودو است، تأکید بیش از حد بر جنبه رقابتی، توسط سنت‌گرایان به عنوان نامطلوب تلقی می‌شود اگر هدف رندوری «پیروزی» به جای «یادگیری» باشد.

### کاتا (فرم‌ها)
کاتا (ژاپنی: 形 هپبورن: kata, ت.ت. 'فرم‌ها') الگوهای از پیش تعیین شده‌ای از فنون هستند و در جودو، به استثنای عناصر سیریوکو زنیو کوکومین تاییکو نو کاتا، همه با یک شریک تمرین می‌شوند. اهداف آن‌ها شامل نشان دادن اصول اساسی جودو، نمایش اجرای صحیح یک فن، آموزش اصول فلسفی جودو، اجازه تمرین فنونی که در رندوری مجاز نیستند و حفظ فنون قدیمی که از نظر تاریخی مهم هستند اما در جودوی معاصر استفاده نمی‌شوند.

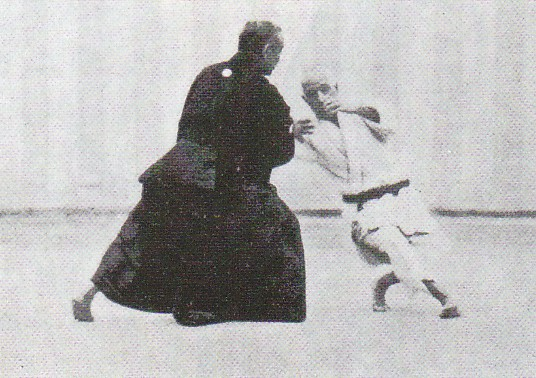
کانو جیگورو و یاماشیتا یوشیتسوگو در حال اجرای کوشیکی-نو-کاتا (Koshiki-no-kata)

امروزه ده کاتا توسط کودوکان به رسمیت شناخته شده‌اند:
- رندوری-نو-کاتا (ژاپنی: 乱取りの形 هپبورن: Randori-no-kata؟, ت.ت. 'فرم‌های تمرین آزاد') که شامل دو نوع کاتا می‌شود:
  - ناگه-نو-کاتا (ژاپنی: 投の形 هپبورن: Nage-no-kata؟, ت.ت. 'فرم‌های پرتابی'): پانزده پرتاب که هم چپ دست و هم راست دست تمرین شده، شامل سه پرتاب از هر یک از پنج دسته ناگه-وازا: ته وازا، کوشی وازا، آشی وازا، ما سوتمی وازا و یوکو سوتمی وازا.[۸۱][۸۲][۸۳]
  - کاتامه-نو-کاتا (ژاپنی: 固の形 هپبورن: Katame-no-kata؟, ت.ت. 'فرم‌های گلاویزی'): شامل پانزده فن در سه مجموعه پنج‌تایی که سه دسته کاتامه وازا را نشان می‌دهد: اوساکومی وازا، شیمه وازا و کانستسو وازا.[۸۴][۸۵][۸۶]
- کیمه-نو-کاتا (ژاپنی: 極の形 هپبورن: Kime-no-kata؟, ت.ت. 'فرم‌های قاطعیت'): شامل بیست فن که اصول دفاع در موقعیت‌های جنگی را نشان می‌دهد، اجرا شده از موقعیت‌های نشسته و ایستاده. حملات به صورت مسلح و غیر مسلح با خنجر و شمشیر انجام می‌شود. این کاتا از آتمی وازا (فنون ضربتی) که در رندوری ممنوع هستند، استفاده می‌کند.[۸۷]
- کودوکان گوشین جوتسو (ژاپنی: 講道館護身術 هپبورن: Kōdōkan goshin jutsu؟, ت.ت. 'مهارت‌های دفاع شخصی کودوکان'): جدیدترین کاتا شناخته شده، شامل بیست و یک فن دفاع در برابر حمله از یک مهاجم غیر مسلح و مسلح به چاقو، چوب و تپانچه. این کاتا فنون مختلف جوجوتسو مانند قفل مچ و آتمی وازا را شامل می‌شود.[۸۸]
- جو-نو-کاتا (ژاپنی: 柔の形 هپبورن: Jū-no-kata؟, ت.ت. 'فرم‌های نرمی و انعطاف‌پذیری'): شامل پانزده فن، مرتب شده در سه مجموعه پنج‌تایی که اصل جو و استفاده صحیح از آن در حمله و دفاع را نشان می‌دهد.[۸۹][۹۰]
- گو-نو-کاتا (ژاپنی: 剛の形 هپبورن: Gō-no-kata؟, ت.ت. 'فرم‌های نیروی قوی'): یکی از قدیمی‌ترین کاتاها، شامل ده فرم که استفاده مؤثر از نیرو و مقاومت را نشان می‌دهد. امروزه به ندرت تمرین می‌شود.[۹۱][۹۲][۹۳]
- ایتسوتسو-نو-کاتا (ژاپنی: 五の形 هپبورن: Itsutsu-no-kata؟, ت.ت. 'فرم‌های پنجگانه'): کاتا پیشرفته‌ای که اصل سیریوکو زنیو و حرکات جهان را نشان می‌دهد.[۹۴] این کاتا پیش از ایجاد کودوکان وجود داشته و از تنجین شینیو-ریو نشأت گرفته است.[۹۵]
- کوشیکی-نو-کاتا (ژاپنی: 古式の形 هپبورن: Koshiki-no-kata؟, ت.ت. 'فرم‌های سنتی'): مشتق شده از کیتو-ریو جوجوتسو، این کاتا در ابتدا برای اجرای پوشیدن زره طراحی شده بود. کانو تصمیم گرفت آن را حفظ کند زیرا اصول جودو را در خود جای داده است.[۹۶]
- سیریوکو زنیو کوکومین تاییکو نو کاتا (ژاپنی: 精力善用国家体育 هپبورن: Seiryoku Zen'yo Kokumin Taiiku no Kata|Seiryoku Zen'yō Kokumin Taiiku؟, ت.ت. 'تربیت بدنی ملی با بهره‌وری بالا'): یک سری تمرینات طراحی شده برای توسعه فیزیکی بدن برای جودو.[۹۷]
- جوشی-گوشینهو (ژاپنی: 女子護身法 هپبورن: Joshi-goshinhō؟, ت.ت. 'روش‌های دفاع شخصی برای زنان'): یک تمرین تکمیل شده در سال ۱۹۴۳ که توسعه آن به دستور جیرو نانگو، دومین رئیس کودوکان، انجام شد.[۹۸][۹۹][۱۰۰]

علاوه بر این، تعدادی کاتا وجود دارند که به‌طور رسمی توسط کودوکان به رسمیت شناخته نشده‌اند اما معمولاً تمرین می‌شوند. برخی از کاتاهای متداول‌تر شامل:
- گو-نو-سن-نو-کاتا (ژاپنی: 後の先の形 هپبورن: Go-no-sen-no-kata؟): یک کاتا از فنون مقابله پیش‌گیرانه که برخی ادعا می‌کنند میراثی از دانشگاه واسدا در توکیو دارد. این فرم چیزی بیشتر از فنون استاندارد ضد حمله نیست که توسط برخی پروتکل‌ها تکمیل شده است. علاوه بر این، هیچ استاندارد جهانی یا متن مرجع پذیرفته شده‌ای وجود ندارد. این تمرین در ژاپن ناشناخته است و توسط میکینوسوکه کاواشی در غرب محبوب شد.[۱۰۱][۱۰۲]
- ناگه-وازا-اورا-نو-کاتا (ژاپنی: 投げ技裏の形 هپبورن: Nage-waza-ura-no-kata؟): یک کاتا بسیار زیبا و منسجم از فنون ضد حمله که توسط کیوزو میفونه ایجاد شده است.[۱۰۳]
- کاتامه-وازا اورا-نو-کاتا (ژاپنی: 固め技裏の形 هپبورن: Katame-waza ura-no-kata]؟, ت.ت. 'فرم‌های برگرداندن فنون گلاویزی'): یک کاتا از ضد حملات به فنون گلاویزی که به کازو ایتو نسبت داده می‌شود.[۱۰۴][۱۰۵]

### تاندوکو-رنشو (تمرین شخص با خود)
- تاندوکو-رنشو (ژاپنی: 単独動作 هپبورن: Tandoku-renshu؟, ت.ت. 'تمرین انفرادی'): کار شخصی.[۱۰۶]

### آموزش ذهنی در جودو
آموزش ذهنی یک روش نوظهور در تمرینات جودو است که هدف آن بهبود عملکرد ورزشکاران حرفه‌ای در تمرینات و مسابقات و همچنین ارتقاء سلامت و رفاه در زندگی روزمره ورزشکاران و اطرافیان آن‌ها از طریق یادگیری و کاربرد مهارت‌های روان‌شناختی است. اولین انتشار یک رویکرد عملی خاص جودو برای آموزش ذهنی مبتنی بر اصول تمرینات ورزشی در سال ۲۰۰۵ با کارهای بوریس بلومنشتاین، رونی لیدور و گرشون تننباوم صورت گرفت. در سال ۲۰۲۲، کایو گابریل اولین مقاله در مورد آموزش ذهنی را که در مجله علمی فدراسیون جهانی جودو، «هنرها و علوم جودو» منتشر شد، ارائه داد.

## جودوی رقابتی

### تاریخچه
مسابقات (ژاپنی: 試合 هپبورن: shiai) بخش بسیار مهمی از جودو هستند. در سال ۱۸۹۹، از کانو درخواست شد که به ریاست کمیته‌ای در دای نیپون بوتوکوکای (ژاپنی: 大日本武徳会 هپبورن: Dai Nippon Butoku Kai, ت.ت. 'انجمن سراسری فضیلت رزمی ژاپن') منصوب شود تا نخستین مجموعه قوانین رسمی مسابقات برای جوجوتسو را تدوین کند. این قوانین قرار بود مسابقات بین مدارس مختلف سنتی جوجوتسو و همچنین تمرین‌کنندگان جودوی کودوکان را پوشش دهند. مسابقات ۱۵ دقیقه طول می‌کشید و بر اساس ناگه وازا و کاتامه وازا، با حذف آتمی وازا، داوری می‌شدند. برنده شدن با دو ایپون امکان‌پذیر بود که در چهار راه مختلف پیروزی اهدا می‌شد: با «پرتاب» که در آن پشت حریف به‌طور کامل و با نیروی کافی به تشک برخورد کند، با «نگه داشتن» آنها روی پشت برای مدت «کافی»، یا با «تسلیم شدن» که از طریق شیمه-وازا یا کانسِتسو-وازا که حریف را مجبور به تسلیم شدن یا توقف توسط داور یا داور کناری می‌کرد، حاصل می‌شد. قفل‌های انگشت، انگشت پا و مچ پا ممنوع بودند.

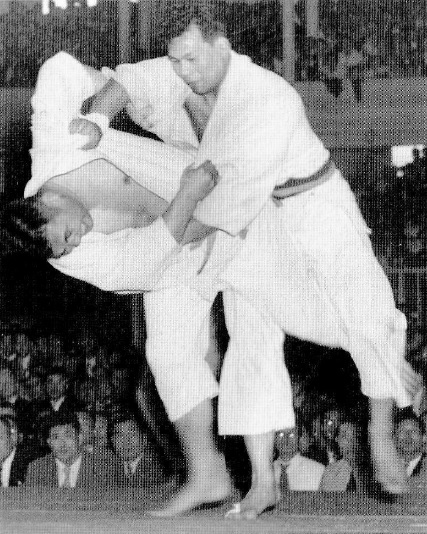
یوشیهیکو یوشیماتسو در حال تلاش برای پرتاب توشیرو دایگو با استفاده از اوچی ماتا در فینال مسابقات جودوی سراسری ژاپن سال ۱۹۵۱.

در سال ۱۹۰۰، این قوانین با اصلاحاتی توسط کودوکان پذیرفته شدند که شامل ممنوعیت همه قفل‌های مفصلی برای درجات کیو و اضافه کردن قفل‌های مچ به کانسِتسو-وازای ممنوعه برای درجات دان بود. همچنین نسبت تاتشی-وازا به نه-وازا باید بین ۷۰٪ تا ۸۰٪ برای درجات کیو و بین ۶۰٪ تا ۷۰٪ برای درجات دان باشد.
در سال ۱۹۱۶، قوانین اضافی برای محدود کردن بیشتر کانسِتسو-وازا با ممنوعیت آشی گارامی و قفل‌های گردن و همچنین دو جیمه، وضع شدند. این قوانین در سال ۱۹۲۵ بیشتر تکمیل شدند.

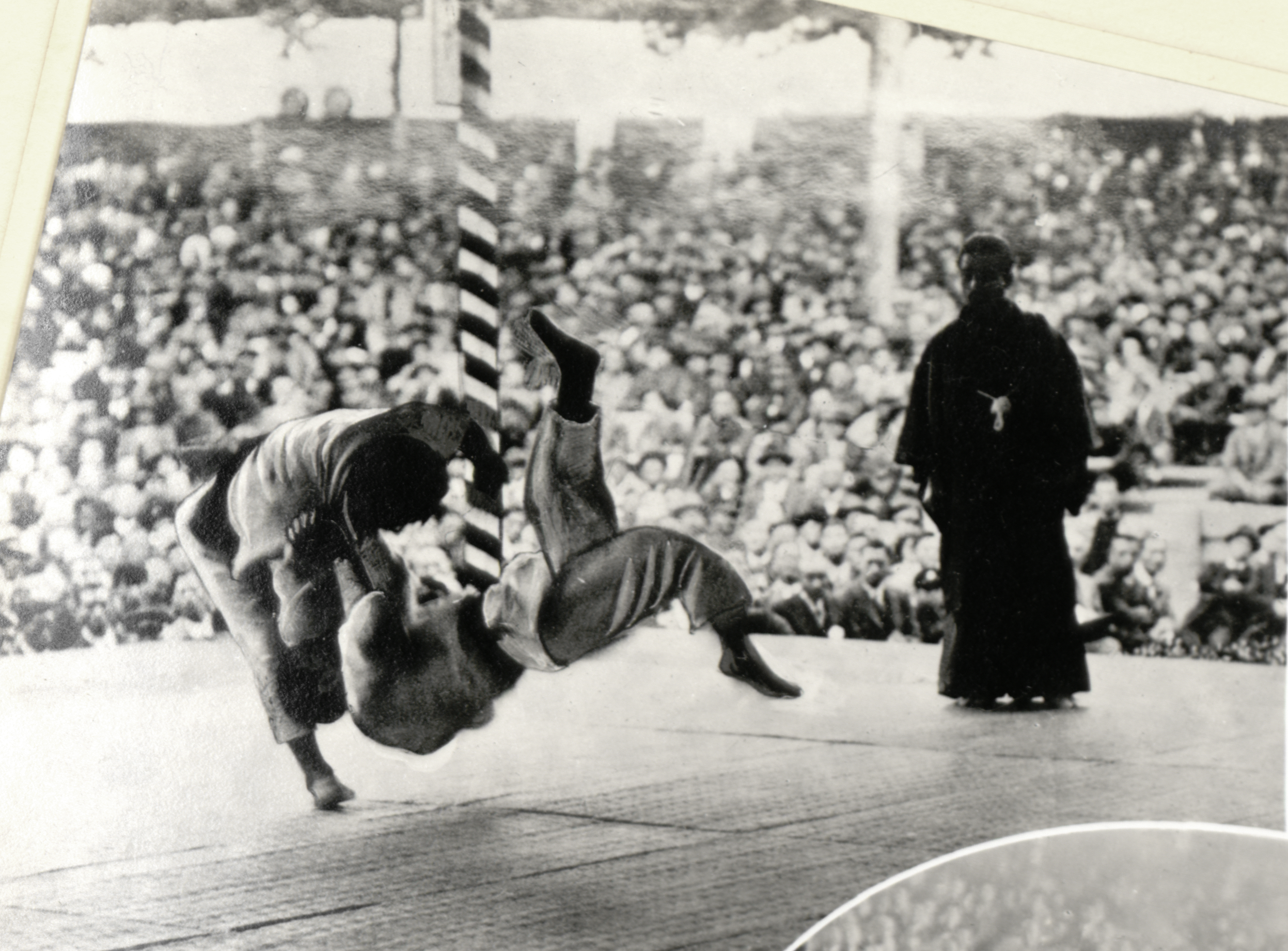
جودو (۱۹۳۵)

کانو جیگورو برای مدت طولانی آرزو داشت که جودو به‌عنوان رشته‌ای از ورزش‌های المپیک شناخته شود. اولین باری که جودو در بازی‌های المپیک دیده شد، در نمایش غیررسمی به میزبانی کانو در بازی‌های ۱۹۳۲ بود. با این حال، کانو دربارهٔ ورود احتمالی جودو به‌عنوان ورزش المپیکی نظر دوگانه داشت:
مردم از بخش‌های مختلف دربارهٔ حکمت و امکان معرفی جودو به‌همراه دیگر بازی‌ها و ورزش‌ها در بازی‌های المپیک از من سؤال کرده‌اند. نظر من در حال حاضر، نسبتاً منفعل است. اگر این خواسته کشورهای عضو دیگر باشد، من اعتراضی ندارم. اما خودم تمایلی به پیشقدم شدن ندارم. به‌دلیل اینکه جودو در واقعیت، فقط یک ورزش یا بازی نیست. من آن را به‌عنوان یک اصل زندگی، هنر و علم می‌بینم. در واقع، جودو وسیله‌ای برای دستیابی به کمال فردی است. تنها یکی از اشکال آموزش جودو، به اصطلاح رندوری یا تمرین آزاد، می‌تواند به‌عنوان یک نوع ورزش طبقه‌بندی شود. البته تا حدی، همین مطلب دربارهٔ بوکس و شمشیربازی هم صدق می‌کند، اما امروزه آنها به‌عنوان ورزش‌ها تمرین و اجرا می‌شوند. سپس بازی‌های المپیک به‌شدت تحت تأثیر ناسیونالیسم هستند که ممکن است بر آن تأثیر بگذارد و «جودوی مسابقه‌ای» را توسعه دهد که شکلی واپس‌گرایانه همانند جوجوتسو پیش از تأسیس کودوکان است. جودو باید به‌عنوان هنر و علم از هرگونه تأثیر خارجی، سیاسی، ملی، نژادی و مالی یا هر منفعت سازمان‌یافته دیگری آزاد باشد. و همه چیزهای مرتبط با آن باید به هدف نهایی آن، یعنی «نفع بشریت»، هدایت شوند. قربانی‌کردن انسانی یک موضوع تاریخی است.

### استفاده از جودو در بازی‌های المپیک تابستانی

نماد تصویرنگاشت جودو المپیک

در پنجاه و هفتمین جلسه عمومی کمیته بین‌المللی المپیک که در ۲۲ اوت ۱۹۶۰ در رم برگزار شد، اعضای کمیته بین‌المللی المپیک به‌طور رسمی تصمیم گرفتند که جودو را در میان رویدادهای المپیکی بگنجانند. این پیشنهاد که توسط هیئت ژاپنی مطرح شد، با استقبال همه شرکت‌کنندگان مواجه شد. تنها دو رأی مخالف در رأی‌گیری نهایی وجود داشت که مخالف خود جودو نبودند بلکه افزایش تعداد رویدادهای المپیک به‌طور کلی را نمی‌پذیرفتند. برای اولین بار در تاریخ، یک ورزش سنتی ژاپنی در رقابت‌های المپیک گنجانده شد.
سرانجام، جودو برای اولین بار به‌عنوان یک ورزش المپیکی برای مردان در بازی‌های ۱۹۶۴ توکیو برگزار شد. کمیته المپیک جودو را از بازی‌های ۱۹۶۸ حذف کرد که با اعتراضات مواجه شد. آنتون خسینک از هلند اولین مدال طلای المپیک را در بخش آزاد جودو با شکست دادن آکیو کامیناگا از ژاپن به‌دست‌آورد. رویداد زنان به‌عنوان یک رویداد نمایشی در المپیک ۱۹۸۸ معرفی شد و در سال ۱۹۹۲ به یک رویداد رسمی با مدال تبدیل شد.

### استفاده از جودو در بازی‌های پارالمپیک تابستانی
جودو به‌عنوان یک ورزش پارالمپیکی در بازی‌های پارالمپیک تابستانی ۱۹۸۸ سئول معرفی شد و رویدادهای زنان برای اولین بار در بازی‌های پارالمپیک تابستانی ۲۰۰۴ برگزار شد.

### استفاده از جودو در بازی‌های کشورهای مشترک‌المنافع
جودو یک ورزش اختیاری در سه دوره بازی‌های کشورهای مشترک‌المنافع بود: بازی‌های ۱۹۹۰ در آوکلند، بازی‌های ۲۰۰۲ در منچستر و بازی‌های ۲۰۱۴ در گلاسگو. از سال ۲۰۲۲، جودو به یک ورزش اصلی در بیست‌ودومین دوره بازی‌های کشورهای مشترک‌المنافع در بیرمنگام تبدیل شد.

### قوانین فعلی مسابقات بین‌المللی

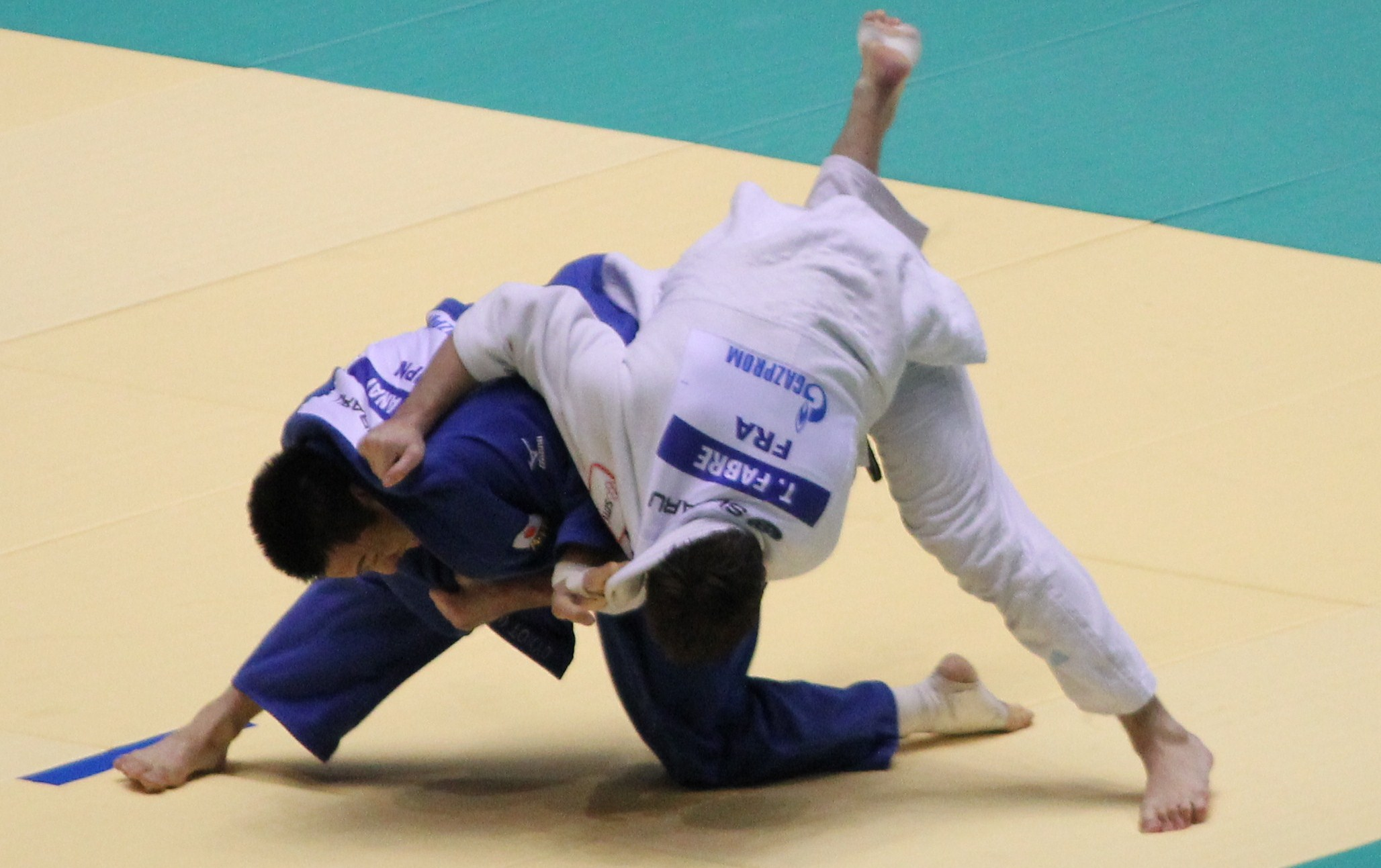
جودوکار ژاپنی تاکاماسا آنای در مقابل جودوکا فرانسوی تیری فابر در مسابقات جهانی جودو ۲۰۱۰ که در توکیو برگزار شد.

مجازات‌ها ممکن است برای: انفعال یا جلوگیری از پیشرفت در مسابقه؛ برای نقض‌های ایمنی مانند استفاده از فنون ممنوعه، یا برای رفتاری که برخلاف روح جودو تلقی می‌شود، اعمال شود. مبارزه باید در صورتی که شرکت‌کننده‌ای خارج از منطقه تعیین‌شده روی تشک باشد، متوقف شود.

#### تقسیمات وزنی
در حال حاضر هفت تقسیم وزنی وجود دارد که ممکن است توسط نهادهای حاکم تغییر کند و بر اساس سن رقابت‌کنندگان تعدیل شود:
|       | فوق‌سبک‌وزن                              | نیمه‌سبک‌وزن                                 | سبک‌وزن                                      | نیمه‌میان‌وزن                                 | میان‌وزن                                     | نیمه‌سنگین‌وزن                                | سنگین‌وزن                                 |
| ----- | -------------------------------------- | ------------------------------------------ | ------------------------------------------- | ------------------------------------------- | ------------------------------------------- | ------------------------------------------- | ---------------------------------------- |
| مردان | کمتر از ۶۰ کیلوگرم (۱۳۰ پوند؛ ۹٫۴ سنگ) | ۶۰–۶۶ کیلوگرم (۱۳۲–۱۴۶ پوند؛ ۹٫۴–۱۰٫۴ سنگ) | ۶۶–۷۳ کیلوگرم (۱۴۶–۱۶۱ پوند؛ ۱۰٫۴–۱۱٫۵ سنگ) | ۷۳–۸۱ کیلوگرم (۱۶۱–۱۷۹ پوند؛ ۱۱٫۵–۱۲٫۸ سنگ) | ۸۱–۹۰ کیلوگرم (۱۷۹–۱۹۸ پوند؛ ۱۲٫۸–۱۴٫۲ سنگ) | ۹۰–۱۰۰ کیلوگرم (۲۰۰–۲۲۰ پوند؛ ۱۴–۱۶ سنگ)    | بیشتر از ۱۰۰ کیلوگرم (۲۲۰ پوند؛ ۱۶ سنگ)  |
| زنان  | کمتر از ۴۸ کیلوگرم (۱۰۶ پوند؛ ۷٫۶ سنگ) | ۴۸–۵۲ کیلوگرم (۱۰۶–۱۱۵ پوند؛ ۷٫۶–۸٫۲ سنگ)  | ۵۲–۵۷ کیلوگرم (۱۱۵–۱۲۶ پوند؛ ۸٫۲–۹٫۰ سنگ)   | ۵۷–۶۳ کیلوگرم (۱۲۶–۱۳۹ پوند؛ ۹٫۰–۹٫۹ سنگ)   | ۶۳–۷۰ کیلوگرم (۱۳۹–۱۵۴ پوند؛ ۹٫۹–۱۱٫۰ سنگ)  | ۷۰–۷۸ کیلوگرم (۱۵۴–۱۷۲ پوند؛ ۱۱٫۰–۱۲٫۳ سنگ) | بیشتر از ۷۸ کیلوگرم (۱۷۲ پوند؛ ۱۲٫۳ سنگ) |

#### امتیازدهی در مسابقات
پرتابی که حریف را با قدرت و کنترل به پشت روی تشک می‌اندازد، یک ایپون امتیاز دارد و مسابقه را می‌برد. پرتابی کمتر از این که حریف را به پشت می‌اندازد اما نیروی کافی برای دریافت ایپون ندارد، یک وازا-آری (ژاپنی: 技あり هپبورن: waza-ari, ت.ت. 'امتیاز جزئی') امتیاز دارد. «دو امتیاز وازا-آری معادل یک ایپون است» (ژاپنی: 技あり合わせて一本 هپبورن: waza-ari awasete ippon)، این قانون در سال ۲۰۱۷ لغو شد، اما در سال ۲۰۱۸ دوباره اجرا شد. پیش از این، پرتابی که حریف را به پهلو می‌اندازد، یک یوکو (ژاپنی: 有効 هپبورن: yuko) امتیاز داشت.
در سال ۲۰۱۷، فدراسیون جهانی جودو تغییراتی در ارزیابی امتیازها اعلام کرد. تنها ایپون و وازا-آری در طول مسابقه داده می‌شود و امتیازات یوکو اکنون در داخل وازا-آری محسوب می‌شوند.
ایپون در نه-وازا برای نگه داشتن حریف به پشت با استفاده از اوسه‌کومی-وازای شناخته‌شده برای ۲۰ ثانیه یا وادار کردن حریف به تسلیم از طریق شیمه-وازا یا کانسِتسو-وازا اعطا می‌شود. تسلیم با دو بار ضربه زدن به تشک یا حریف با دست یا پا، یا گفتن مایتا (ژاپنی: まいった هپبورن: maitta, ت.ت. 'من تسلیم شدم') اعلام می‌شود. نگه داشتن برای کمتر از ۲۰ ثانیه، اما بیش از ۱۰ ثانیه یک وازا-آری امتیاز دارد (پیش‌تر وازا-آری برای نگه داشتن بیش از ۱۵ ثانیه و یوکو برای نگه داشتن بیش از ۱۰ ثانیه اعطا می‌شد).
پیش‌تر، امتیاز اضافی که کمتر از یوکو بود، به نام کوکا (ژاپنی: 効果 هپبورن: Koka) وجود داشت. این امتیاز اکنون حذف شده است.
اگر امتیازات در پایان مسابقه یکسان باشند، مسابقه با قانون امتیاز طلایی حل می‌شود. امتیاز طلایی یک وضعیت ناگهانی مرگ است که در آن ساعت به زمان مسابقه بازنشانی می‌شود و اولین شرکت‌کننده‌ای که هر امتیازی کسب کند، برنده می‌شود. اگر در این مدت امتیازی کسب نشود، برنده با هانتِی (ژاپنی: 判定 هپبورن: Hantei)، نظر اکثریت داور و دو داور کناری، تعیین می‌شود.
تغییراتی در امتیازدهی صورت گرفته است. در ژانویه ۲۰۱۳، هانتِی حذف شد و امتیاز طلایی دیگر محدودیت زمانی ندارد. مسابقه تا زمانی که جودوکا با یک فن امتیاز کسب کند یا حریف مجازات شود (هانسوکو-ماکه) ادامه می‌یابد.

#### مجازات‌ها
دو نوع مجازات ممکن است اعطا شود. یک شیدو (ژاپنی: 指導 هپبورن: shido, ت.ت. 'راهنمایی') برای تخلفات جزئی قوانین اعطا می‌شود. شیدو می‌تواند برای دوره طولانی از عدم تهاجم نیز اعطا شود. تغییرات اخیر در قوانین اجازه می‌دهند که اولین شیدوها تنها به‌عنوان هشدار محسوب شوند. اگر نتیجه برابر باشد، سپس و فقط سپس، تعداد شیدوها (اگر کمتر از سه باشد) برای تعیین برنده استفاده می‌شود. پس از اعطای سه شیدو، پیروزی به حریف داده می‌شود که به معنای هانسوکو-ماکه (ژاپنی: 反則負け هپبورن: hansoku-make, ت.ت. 'شکست به‌خاطر بازی ناپاک') غیرمستقیم است، اما منجر به اخراج از مسابقات نمی‌شود.
توجه: پیش از سال ۲۰۱۷، شیدوی چهارم هانسوکو-ماکه بود. اگر هانسوکو-ماکه برای تخلف بزرگ قوانین اعطا شود، نه تنها منجر به باخت مسابقه می‌شود، بلکه منجر به اخراج از مسابقات برای بازیکن مجازات‌شده می‌شود.

## در هنرهای رزمی ترکیبی
تعدادی از تمرین‌کنندگان جودو در هنرهای رزمی ترکیبی یا اِم‌اِم‌اِی تأثیرگذار بوده‌اند. از مبارزان برجسته اِم‌اِم‌اِی که آموزش جودو دیده‌اند، می‌توان به مدال‌آوران المپیک هیدهیکو یوشیدا (طلا، ۱۹۹۲)، نائویا اوگاوا (نقره، ۱۹۹۲)، پاوئو ناستولا (طلا، ۱۹۹۶)، ماکوتو تاکیموتو (طلا، ۲۰۰۰)، ساتوشی ایشی (طلا، ۲۰۰۸)، روندا روزی (برنز، ۲۰۰۸) و کیلا هریسون (طلا، ۲۰۱۲ و ۲۰۱۶) اشاره کرد. همچنین، فدور املیاننکو که مدال برنز قهرمانی ملی جودوی روسیه را کسب کرده است، یوشیهیرو آکیاما، دان فرای، ریک هاون، دن جاش کلی، هکتور لومبارد، کارو پاریسیان، آیاکا هاماساکی، آنتونیو سیلوا، اولگ تاکتاروف، رادی فرگوسن، یون دونگ سیک و حبیب نورمحمدوف نیز از دیگر مبارزان شناخته‌شده در اِم‌اِم‌اِی هستند که پس‌زمینه جودو دارند.

## سبک‌های جایگزین و هنرهای رزمی مشتق شده

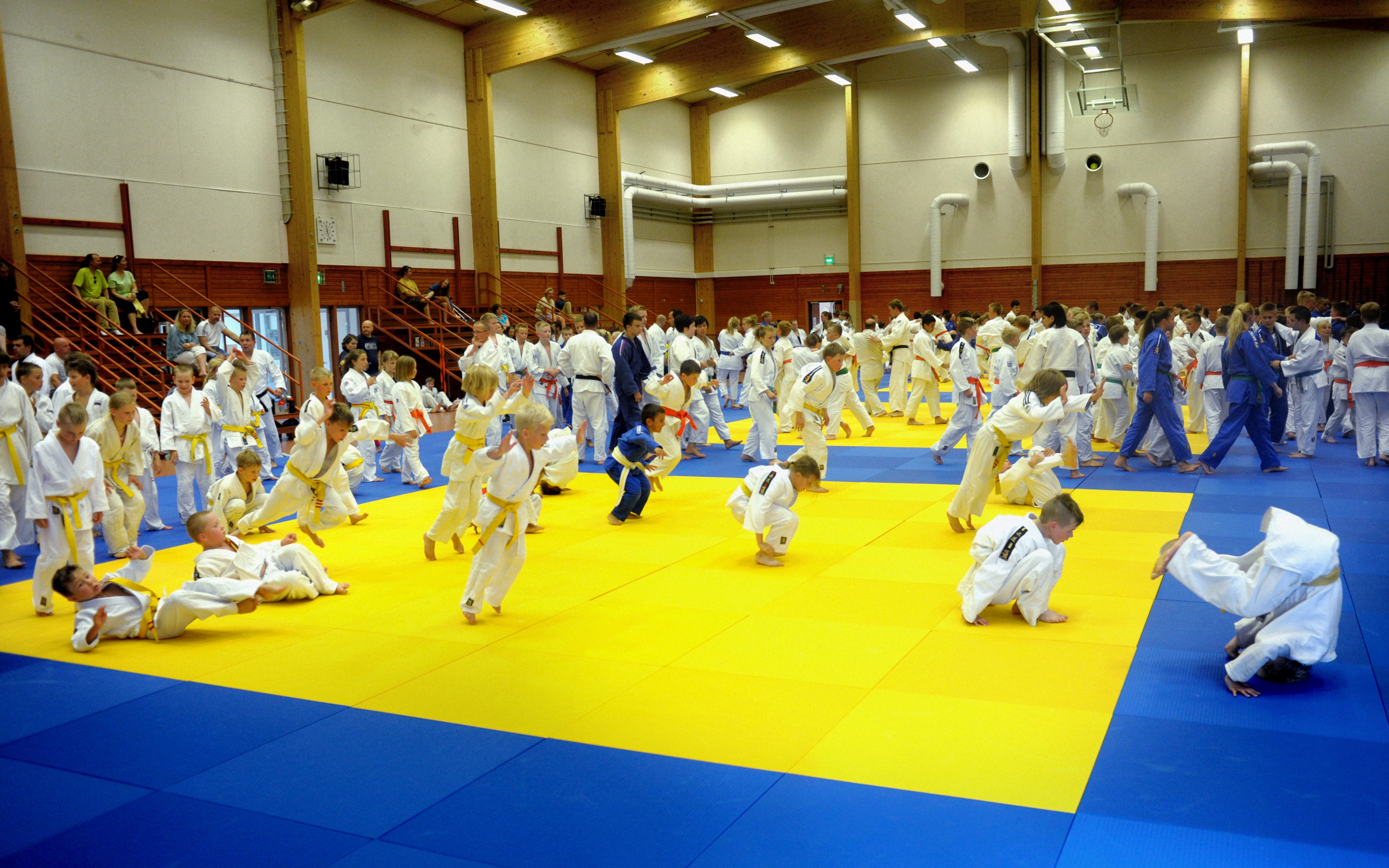
اردوی بین‌المللی جودو در آرتیاروی، اوریماتیلا، فنلاند

جودوی کودوکان که توسط کانو جیگورو تأسیس شده، محبوب‌ترین و شناخته‌شده‌ترین سبک جودو است، اما تنها سبک موجود نیست. اصطلاحات جودو و جوجوتسو در سال‌های اولیه تقریباً به جای هم استفاده می‌شدند، بنابراین برخی از این اشکال جودو هنوز به نام جوجوتسو یا جیو-جیتسو شناخته می‌شوند، یا به دلیل همین شباهت، یا صرفاً برای اینکه آن‌ها از جودوی سنتی متفاوت باشند، از سبک اصلی جودوی کانو، چندین فرم مرتبط تکامل یافته‌اند که برخی اکنون به عنوان هنرهای جداگانه در نظر گرفته می‌شوند:

### جودوی کوسن
جودوی کوسن که به‌طور معمول به عنوان یک سبک جداگانه از جودو توصیف می‌شود، مجموعه‌ای از قوانین مسابقات جودوی کودوکان است که در اوایل قرن بیستم برای استفاده در مسابقات مدارس عالی ویژه ژاپن که در دانشگاه امپراتوری کیوتو برگزار می‌شد، محبوب شد. واژه «کوسن» یک مخفف از کلمه کوتو سنمون گاکو (ژاپنی: 高等専門学校 هپبورن: Koto Senmon Gakko, ت.ت. 'مدرسه عالی حرفه‌ای') است. در حال حاضر، مسابقات بین هفت دانشگاه سابق امپراتوری ژاپن برگزار می‌شود و به عنوان ناناتی جودو (هپبورن: Nanatei Judo, ت.ت. 'جودوی هفت امپراتور') شناخته می‌شود. تمرکز جودوی کوسن بر نه-وازا باعث مقایسه آن با جوجیتسو برزیلی شده است.

### جودوی فری‌استایل
جودوی فری‌استایل نوعی از جودوی رقابتی است که عمدتاً در ایالات متحده تمرین می‌شود و فنونی را حفظ می‌کند که از قوانین اصلی فدراسیون جهانی جودو حذف شده‌اند. جودوی فری‌استایل در حال حاضر توسط «اتحادیه جودوی فری‌استایل جهانی» (IFJA) پشتیبانی می‌شود. اتحادیه ورزشی آماتور (AAU) به‌طور رسمی جودوی فری‌استایل را در ایالات متحده آمریکا تأیید می‌کند.

### جودوی گرجی
جودوی گرجی تحت تأثیر «چیدائوبا» (کشتی سنتی گرجی با ژاکت) قرار گرفته است. تأثیر چیدائوبا بر سبک جودوی گرجی درگرفتن‌های غیرمتعارف و همچنین پرتاب‌ها و فنون گرفتن آن دیده می‌شود. جودوی گرجی همچنین به فنون ضدحمله با استفاده از حرکات قدرتی مانند بغل کردن و گرفتن دوگانه زیر بغل به پرتاب‌ها و گرفتن‌ها معروف است.

### جودوی روسی
این سبک متمایز جودو تحت تأثیر هنر رزمی سامبو شوروی قرار گرفته است. این سبک توسط مربیان شناخته‌شده‌ای مانند الکساندر رتوینسکی و ایگور یاکیموف و مبارزان هنرهای رزمی ترکیبی مانند فدور املیاننکو، اولگ تاکتاروف، حبیب نورمحمدوف و کارو پاریسیان نمایندگی می‌شود. جودوی روسی به نوبه خود بر جودوی اصلی تأثیر گذاشته است، با فنونی مانند قفل بازوی پرشی (Flying Armbar) که در جودوی کودوکان پذیرفته شده‌اند.

### جودوی مغولی
برخلاف سبک‌های دیگر جودوی خاور دور، جودوی مغولی بیشتر بر قدرت تا فن تمرکز دارد. تأثیر کشتی مغولی بر جودوی مغولی درگرفتن‌ها و موقعیت بدن دیده می‌شود. گرفتن‌هایی مانند گرفتن بالا پایین، گرفتن دوگانه زیر بغل و استفاده زیاد از گرفتن‌ها روی کمربند در این سبک جودو معمول است.

### جودوی کره‌ای
جودوی کره‌ای نیز بسیار فنی است، اما آنچه که آن را از سایر سبک‌ها متمایز می‌کند سرعت اجرای فنون است. جودوی کره‌ای به‌طور معمول به جای استفاده از قدرت، بر سرعت، حرکت و فن برای ایجاد حرکات سریع و قدرتمند تأکید دارد. این سبک توسط قهرمانان المپیک مختلفی مانند آن بیونگ-کن، چو مین-سون، چوی مین-هو، ها هیونگ-جو، جون کی-یونگ، کیم جائه-بوم، کیم جائه-یوپ، لی کیونگ-کن، لی وون-هی، سونگ دائه-نام و دیگران نمایندگی می‌شود.

### جودوی فرانسوی
جودوی فرانسوی بر تاکتیک‌های کومی کاتا و تمرکز بر شکستن وضعیت حریف و جلوگیری از گرفتن صحیح حریف تمرکز دارد. این سبک از قدرت زیادی استفاده نمی‌کند، بلکه بر فن، تاکتیک و زمان‌بندی تأکید دارد.

### جودوی کوبایی
جودوی کوبایی با سبک انفجاری و بسیار ورزشی شناخته می‌شود که بر تمرینات بدنی و برنامه‌ریزی محاسباتی همراه با قدرت خام تأکید دارد. از نظر تمرین، ورزشکاران از رویکردی بسیار روشمند و فکری به این ورزش استفاده می‌کنند.

### جودوی آذربایجانی
جودو در آذربایجان در طی سال‌ها توسعه یافته و به عنوان یک ورزش برتر در کشور مورد توجه قرار گرفته است. این سبک بسیار شبیه به جودوی گرجی است، زیرا بیشتر بر قدرت تمرین‌کننده در هنگام پرتاب‌ها تمرکز دارد. این یک ترکیب از جودوی اصلی کودوکان و سبک کشتی سنتی آذربایجان به نام «آذری» است که فنون آن شامل گرفتن‌ها و موقعیت‌های غیرمعمول در هنگام ضدحمله‌ها است.

### جودوی اسرائیلی
جودو به تازگی به یکی از ورزش‌های برتر در اسرائیل تبدیل شده است. جودوی اسرائیلی با تأکید خاصی بر روی فنون پرتاب از ناحیه لگن شناخته می‌شود که با ترکیبی از فن و تهاجم اجرا می‌شوند و همچنین ورزشکار ابتدا باید آستین‌های خود را تنظیم کند، سپس با قدرت حریف را محکم بگیرد و پرتاب کند.

### سامبو
سامبو تحت تأثیر جودو و فنون کشتی قرار دارد و در صورت سامبوی مبارزه‌ای شامل ضربات نیز می‌شود. واسیلی اوشچپکوف یکی از اولین کمربند سیاه‌های جودو در اروپا بود که تحت نظر کانو آموزش دیده بود. اوشچپکوف دانش جودو خود را به عنوان یکی از سه بنیان‌گذار سامبو به اشتراک گذاشت که همچنین سبک‌های مختلف کشتی بین‌المللی و بلوک شوروی و فنون رزمی دیگر را ادغام کرد. اوشچپکوف در طی پاکسازی‌های سیاسی سال ۱۹۳۷ اعدام شد و جودو برای دهه‌ها ممنوع شد تا اینکه در المپیک ۱۹۶۴ دوباره شامل شد، جایی که سامبوکاران چهار مدال برنز کسب کردند. در تاریخچه سامبو، برت ژاک و اسکات اندرسون نوشتند که در روسیه «جودو و سامبو به عنوان یک چیز واحد در نظر گرفته می‌شدند» —البته با یونیفرم متفاوت و برخی تفاوت‌ها در قوانین.

### جوجیتسو برزیلی
جوجیتسو برزیلی یک اقتباس از جوجیتسو کانو (نام رایج برای جودو در آن زمان) در برزیل است که به دانش‌آموزان میتسویو مائدا، به ویژه خانواده گریسی نسبت داده می‌شود. 10th Planet Jiu Jitsu و سایر سیستم‌های جوجیتسو که تحت تأثیر کشتی بدون لباس فرم هستند نیز محبوبیت یافته‌اند.

### سبک‌های دیگر
جودو همچنین بر سبک‌های رزمی دیگر مانند مبارزه نزدیک (CQC)، هنرهای رزمی ترکیبی (اِم‌اِم‌اِی)، کشتی شوت و کشتی تسلیمی تأثیر گذاشته است.

## رده‌بندی و درجه‌بندی

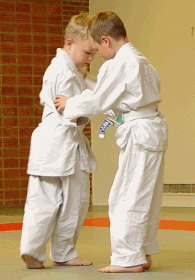
دو کودک در حال تمرین فنون جودو

کیو-دان در ژاپنی به معنای «رده و رتبه» به سیستم رتبه‌بندی در هنرهای رزمی و دیگر رشته‌ها اشاره دارد و شامل دو دسته اصلی است: کیو (ژاپنی: 級 هپبورن: kyū) برای رتبه‌های پایین‌تر و دان (ژاپنی: 段 هپبورن: dan) برای رتبه‌های بالاتر.
- کیو: این رتبه‌ها معمولاً به مبتدیان و افراد با سطح مهارت پایین‌تر اختصاص دارد و از بالاترین شماره (مثل ۱۰ یا ۶) به سمت شماره‌های پایین‌تر (مثل ۱) کاهش می‌یابد.[۱۷۴]
- دان: این رتبه‌ها به هنرجویان با سطح بالاتر و استادان تعلق دارد و معمولاً از دان ۱ شروع شده و به تدریج به سمت اعداد بالاتر (مثل دان ۱۰) افزایش می‌یابد.[۱۷۴]

جودو یک هنر سلسله‌مراتبی است که جایگاه جودوکاها در آن با سیستم رتبه‌بندی کیو-دان مشخص می‌شود. این سیستم توسط کانو جیگورو توسعه یافت و بر اساس سیستم رتبه‌بندی در بازی تخته‌ای گو بود. دانش‌آموزان مبتدی از طریق درجات کیو به سمت درجات دان پیشرفت می‌کنند.
جایگاه یک جودوکا در سیستم رتبه‌بندی کیو-دان با رنگ کمربند آنها نمایش داده می‌شود. دانش‌آموزان مبتدی معمولاً کمربند سفید می‌بندند و از طریق درجات نزولی کیو پیشرفت می‌کنند تا زمانی که به سطحی از مهارت برسند که به عنوان درجه دان شناخته شوند، در این مرحله آنها کمربند سیاه (ژاپنی: 黒帯 هپبورن: kuro obi) می‌بندند. سیستم رتبه‌بندی کیو-دان از آن زمان به‌طور گسترده توسط هنرهای رزمی مدرن پذیرفته شده است.
در مورد بالاترین درجات یعنی درجات دان ۹ و ۱۰، معمولاً امتحان رسمی و مشخص مانند درجات پایین‌تر وجود ندارد، بلکه این درجات به‌طور کلی به افراد خاص مثل مدیران و قهرمانان ملی اعطا می‌شود که شرایط خاصی دارند یا سهم ویژه‌ای در توسعه و ترویج جودو داشته‌اند.
تصمیم‌گیری در مورد اعطای این درجات معمولاً با تأیید فدراسیون جهانی، فدراسیون‌های ملی یا شورای فنی کودوکان و امضای مستقیم ریاست آنها انجام می‌شود؛ بنابراین، رؤسای این نهادها نقش اداری و رسمی مهمی در تعیین این درجات بالا دارند. این درجات بر اساس دستاوردهای کلی و خدمات افراد به جودو اهدا می‌شوند و به تأیید کمیتهٔ فنی و مدیران آنها می‌رسد.
نوه کانو جیگورو، کانو یوکیمیتسو، از سال ۱۹۸۰ تا ۲۰۰۹ به عنوان چهارمین رئیس مؤسسه جودو کودوکان خدمت کرد. کانو به عنوان یک معلم به حرفه خود معتقد بود که نباید هیچ پایانی برای یادگیری فرد وجود داشته باشد و بنابراین هیچ محدودیتی برای تعداد درجات دان وجود ندارد. تا سال ۲۰۱۱، پانزده مرد ژاپنی به رتبه جودان (ژاپنی: 十段 هپبورن: jūdan, ت.ت. 'دان دهم') توسط کودوکان ترفیع یافته‌اند؛ فدراسیون جهانی جودو و فدراسیون‌های ملی غربی و آسیایی نیز یازده نفر دیگر را که در این سطح رتبه توسط کودوکان به رسمیت شناخته نشده‌اند، ترفیع داده‌اند. در تاریخ ۲۸ ژوئیه ۲۰۱۱، هیئت ترفیعات جودوی ایالات متحده آمریکا به کیکو فوکودا رتبه دان ۱۰ را اعطا کرد که اولین زنی بود که به بالاترین سطح جودو ترفیع یافت، هرچند که این رتبه توسط کودوکان به رسمیت شناخته نشده بود.
اگرچه درجات دان معمولاً بین سازمان‌های ملی یکسان هستند، اما در درجات کیو تفاوت‌های بیشتری وجود دارد، به‌طوری که برخی کشورها تعداد بیشتری درجات کیو دارند. اگرچه در ابتدا کمربندهای درجات کیو به‌طور یکسان سفید بودند، امروزه از رنگ‌های متنوعی استفاده می‌شود. اولین کمربندهای سیاه برای نشان دادن درجات دان در دهه ۱۸۸۰ معرفی شدند و در ابتدا از کمربند پهن استفاده می‌شد؛ به دلیل تمرین جودوکاران با کیمونو، تنها از کمربندهای سفید و سیاه استفاده می‌شد. تا اوایل دهه ۱۹۰۰ و پس از معرفی جودوگی، سیستم کمربند رنگی گسترش یافت و به عنوان نشان رتبه‌بندی ایجاد شد. حساب‌های کتبی از آرشیو باشگاه جودوی بودوکوی لندن که در سال ۱۹۱۸ تأسیس شد، استفاده از کمربندهای رنگی جودو در نمایش سالانه نهم بودوکوی در سال ۱۹۲۶ را ثبت کرده‌اند و لیستی از جودوکاهای رنگی رتبه‌بندی شده در صورت‌جلسات کمیته بودوکوی در ژوئن ۱۹۲۷ ظاهر شده است. کاوایشی در سال ۱۹۲۸ از لندن و بودوکوای بازدید کرد و احتمالاً الهام گرفت تا سیستم کمربند رنگی را به فرانسه بیاورد.
با توجه به رنگ کمربند می‌توان سطح آموزشی یک جودوکا را تشخیص داد. درجات شاگردی (کیو) و درجات استادی (دان) وجود دارد. هر تازه‌کاری با یک کمربند سفید شروع می‌کند و سپس از طریق یک آزمون می‌تواند به درجه بالاتری برسد. آزمون‌دهنده در این فرایند تمرینات سقوط، تکنیک‌های ایستاده و تکنیک‌های زمینی را که با توجه به سطح درجه‌بندی دشوارتر می‌شوند، نشان می‌دهد. پنج رنگ کمربند کیو ابتدا توسط میکینوسوکه کاوایشی در روش آموزشی توسعه‌یافته‌اش برای جودوکارهای اروپایی معرفی شد. درجات شاگردی تا کمربند قهوه‌ای پیش می‌روند. درجات استادی با کمربند سیاه شروع می‌شوند.

### درجات شاگردی

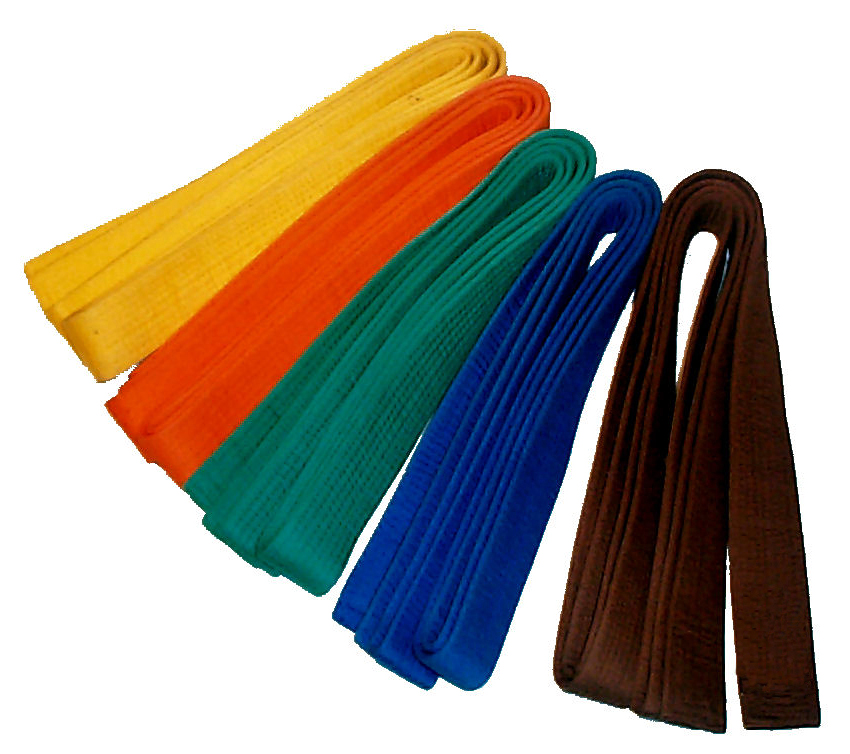
رنگ‌های کمربند درجات تک‌رنگ شاگردی در جودو

#### آلمان
این جدول، تقسیم‌بندی کمربندهای شاگردی را در نه درجه نشان می‌دهد که مطابق با مقررات آزمون کیو از فدراسیون جودو آلمان (DJB) است و از اول اوت ۲۰۰۵ برای باشگاه‌های وابسته به DJB در آلمان معتبر است. انجمن دان آلمان کمربندهای دو رنگ نمی‌دهد و مقررات آزمون خود را دارد.
|                        | ۹. کیو             | ۸. کیو          | ۷. کیو        | ۶. کیو            | ۵. کیو         | ۴. کیو            | ۳. کیو     | ۲. کیو     | ۱. کیو        |
| ---------------------- | ------------------ | --------------- | ------------- | ----------------- | -------------- | ----------------- | ---------- | ---------- | ------------- |
| نام                    | کوکیو              | هاچیکی‌یو        | ناناکی‌یو      | روکی‌یو            | گوکی‌یو         | یونکی‌یو           | سانکی‌یو    | نیکی‌یو     | ایککی‌یو       |
| تصویر کمربند           | کمربند سفید کمربند | کمربند سفید-زرد | کمربند Gelber | کمربند زرد-نارنجی | کمربند Oranger | کمربند نارنجی-سبز | کمربند سبز | کمربند آبی | کمربند قهوه‌ای |
| رنگ                    | سفید               | سفید-           | زرد           | زرد-              | نارنجی         | نارنجی-           | سبز        | آبی        | قهوه‌ای        |
| رنگ                    | سفید               | زرد             | زرد           | نارنجی            | نارنجی         | سبز               | سبز        | آبی        | قهوه‌ای        |
| حداقل سن               | –                  | –               | –             | –                 | ۸ سال          | –                 | ۱۱ سال     | –          | ۱۳/۱۶ سال     |
| حداقل سن (پیش از ۲۰۱۵) | –                  | ۷ سال           | ۸ سال         | ۹ سال             | ۱۰ سال         | ۱۱ سال            | ۱۲ سال     | ۱۳ سال     | ۱۴ سال        |

با تغییر سیستم درجه‌بندی در سال ۲۰۲۲، ۸. کیو صرفاً یک کمربند پروژه‌ای است که هیچ سطح مهارتی به دست آمده‌ای را نشان نمی‌دهد، بلکه صرفاً درک پایه‌ای از جودو و دربارهٔ جودو را مستند می‌کند.
بر اساس آیین‌نامه آزمون کیو فدراسیون جودو آلمان، تا سال ۲۰۲۲ در هر آزمون کمربند از ۳. کیو (کمربند سبز) به بعد، باید یک گروه از ناگه‌نو-کاتا اجرا می‌شد، یعنی یک ترتیب دقیقاً تعیین شده از اشکال حرکتی و تکنیک‌های پرتاب. تمرین کاتا اغلب منجر به تسلط بیشتر بر تکنیک‌های مربوط می‌شود زیرا بر اجرای دقیق و صحیح آنها تأکید می‌شود. کاتا شامل کاتاهای زمینی و ایستاده است. با آیین‌نامه آزمون جدید که از سال ۲۰۲۲ به اجرا درآمده است، تنها در آزمون ۱. کیو امکان اختیاری وجود دارد که ده تکنیک از تکنیک‌های موجود در ناگه‌نو-کاتا را نشان دهد. به‌طور جایگزین، می‌توان برنامه مبارزه فردی یا جودو به عنوان دفاع شخصی (برای افراد بالای ۱۶ سال) را ارائه کرد.

##### اتریش
در اتریش، علاوه بر کمربندهای معمول، کمربندهای سبز-آبی و آبی-قهوه‌ای نیز اعطا می‌شوند، به طوری که در مجموع یازده درجه کیو وجود دارد. اگر جودوکا در سال آزمون به سن ۱۵ سالگی برسد، می‌تواند با گذراندن هر دو آزمون به‌طور همزمان، از کمربندهای دو رنگ صرف‌نظر کند.
از آنجا که آزمون درجه ۱۰ کیو فقط در سن ۷ سالگی قابل انجام است، کودکان کوچکتر با «خورشیدها» تقدیر می‌شوند که از سن ۴ سالگی می‌توانند هر ساله یکی از آنها را کسب کنند.
درجه ۱۱ کیو بدون آزمون به مبتدیان اعطا می‌شود. سایر درجات کیو از طریق آزمون‌ها اعطا می‌شوند و نمی‌توان از آنها صرف‌نظر کرد. حداقل فاصله زمانی بین آزمون‌ها پنج ماه است. به محض اینکه جودوکا در سال آزمون به سن ۱۵ سالگی برسد، می‌تواند آزمون‌های درجات زوج و فرد را در یک آزمون بگذراند.
|              | ۱۱. کیو     | ۱۰. کیو         | ۹. کیو     | ۸. کیو            | ۷. کیو        | ۶. کیو            | ۵. کیو     | ۴. کیو         | ۳. کیو     | ۲. کیو            | ۱. کیو        |
| ------------ | ----------- | --------------- | ---------- | ----------------- | ------------- | ----------------- | ---------- | -------------- | ---------- | ----------------- | ------------- |
| تصویر کمربند | کمربند سفید | کمربند سفید-زرد | کمربند زرد | کمربند زرد-نارنجی | کمربند نارنجی | کمربند نارنجی-سبز | کمربند سبز | کمربند سبز-آبی | کمربند آبی | کمربند آبی-قهوه‌ای | کمربند قهوه‌ای |
| رنگ          | سفید        | سفید-           | زرد        | زرد-              | نارنجی        | نارنجی-           | سبز        | سبز-           | آبی        | آبی-              | قهوه‌ای        |
| رنگ          | سفید        | زرد             | زرد        | نارنجی            | نارنجی        | سبز               | سبز        | آبی            | آبی        | قهوه‌ای            | قهوه‌ای        |
| حداقل سن     | –           | ۷ سال           | ۷ سال      | ۸ سال             | ۹ سال         | ۱۰ سال            | ۱۱ سال     | ۱۲ سال         | ۱۳ سال     | ۱۴ سال            | ۱۵ سال        |

سایر کشورها نیز قوانین امتحانی خود را دارند، بنابراین درجات مختلف به سادگی قابل مقایسه نیستند و فقط در محیط خود (یعنی انجمن مربوطه) معتبر هستند. این موضوع همچنین برای مجوزهای ممتحن احتمالی نیز صدق می‌کند که به صورت ملی متفاوت تنظیم شده‌اند.

### درجات استادی
|              | ۱. دان      | ۲. دان      | ۳. دان      | ۴. دان      | ۵. دان      | ۶. دان           | ۷. دان           | ۸. دان           | ۹. دان      | ۱۰. دان     |
| ------------ | ----------- | ----------- | ----------- | ----------- | ----------- | ---------------- | ---------------- | ---------------- | ----------- | ----------- |
| نام          | شودان       | نیدان       | ساندان      | یوندان      | گودان       | روکودان          | نانادان          | هاچیدان          | کیودان      | جودان       |
| تصویر کمربند | کمربند سیاه | کمربند سیاه | کمربند سیاه | کمربند سیاه | کمربند سیاه | کمربند قرمز-سفید | کمربند قرمز-سفید | کمربند قرمز-سفید | کمربند قرمز | کمربند قرمز |
| رنگ          | سیاه        | سیاه        | سیاه        | سیاه        | سیاه        | قرمز-            | قرمز-            | قرمز-            | قرمز        | قرمز        |
| رنگ          | سیاه        | سیاه        | سیاه        | سیاه        | سیاه        | سفید             | سفید             | سفید             | قرمز        | قرمز        |
| حداقل سن     | ۱۵ سال      | ۱۸ سال      | ۲۱ سال      | ۲۵ سال      | ۳۰ سال      | ۳۶ سال           | –                | –                | –           | –           |
| مدت آمادگی   | ۲ سال       | ۳ سال       | ۴ سال       | ۵ سال       | ۶ سال       | –                | –                | –                | –           | –           |

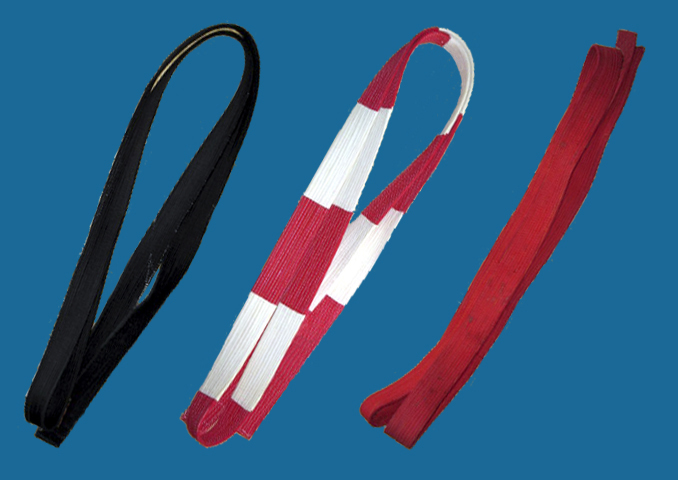
رنگ‌های کمربند درجات استادی در جودو

در آلمان، طبق برنامه امتحانی فدراسیون جودوی آلمان، حداکثر تا درجه دان ۶ اهدا می‌شود. درجات بالاتر نادر هستند، زیرا نه از طریق تسلط بر تکنیک‌های استادی، بلکه به‌طور اختصاصی اهدا می‌شوند. این درجات به‌نوعی نمایانگر دستاوردهای زندگی جودوکا تا آن زمان هستند. انجمن ملی مسئول اعطای درجات از دان ۶ تا حداکثر دان ۹ است. درجه دان ۱۰ فقط توسط فدراسیون بین‌المللی جودو (IJF) یا کودوکان، مدرسه اصلی جودو در ژاپن، اعطا می‌شود. بر اساس کودوکان، ۱۵ نفر به این درجه رسیده‌اند. آخرین دارنده زنده این درجه (یوشیمی اوساوا) در اکتبر ۲۰۲۲ درگذشت. دو نفر دیگر نیز در سال ۱۹۹۷ از سوی IJF به آنتون خسینک و چارلز پالمر اعطا شد.

#### اتریش
فدراسیون جودوی اتریش (ÖJV) اجازه امتحان درجه دان ۱ را از سن ۱۶ سالگی می‌دهد. زمان آماده‌سازی برای درجه دان معادل تعداد سال‌های هدف‌گذاری شده برای رسیدن به آن است. در ÖJV امتحانات فنی تا درجه دان ۶ برگزار می‌شود.

## مسابقه (شی‌آی)
جودو، ورزش رزمی است که به صورت مبارزه دو نفره انجام می‌شود. هدف این است که حریف را با استفاده از تکنیکی که قدرت و سرعت در آن به کار گرفته شده است، به‌طور کنترل‌شده‌ای به پشت بر روی زمین بیاندازید. اگر این کار موفقیت‌آمیز باشد، مبارزه به مانند یک ضربه فنی در بوکس به پایان می‌رسد. در این حالت، معمولاً نحوه پرتاب یا تکنیکی که استفاده شده اهمیت چندانی ندارد، به شرط آنکه پرتاب‌کننده بتواند حریف را به‌طور واضحی کنترل کند و مرتکب تخلفی نشود. در واقع، برخی از تکنیک‌های دیگر هنرهای رزمی نیز در مسابقات جودو وارد شده‌اند. به عنوان یک شاخص کلی: هر چه حریف به پشت بهتری بیفتد، امتیاز بهتری کسب می‌کنید. اگر هیچ‌یک از مبارزان نتوانند مبارزه را پیش از پایان زمان به نفع خود به پایان برسانند (از طریق ایپون یا سه جریمه برای حریف)، پس از پایان زمان مبارزه (چهار دقیقه در بخش بزرگسالان، بین دو تا چهار دقیقه در ورزش کودکان و نوجوانان) بر اساس امتیازات تصمیم‌گیری می‌شود. اگر امتیازات برابر باشد، مبارزه‌ای در قالب «امتیاز طلایی» برگزار می‌شود، مشابه «گل طلایی» که پیش‌تر در فوتبال وجود داشت. امتیازات و جریمه‌ها از زمان قبلی مبارزه حفظ می‌شوند. اما مبارزه در «امتیاز طلایی» بلافاصله با کسب امتیاز یا دریافت سومین جریمه توسط یکی از مبارزان به پایان می‌رسد. از سال ۲۰۱۴ به دلیل تغییرات قوانین توسط فدراسیون بین‌المللی جودو (IJF) که در سال ۲۰۱۳ به صورت آزمایشی اجرا شد و در سال ۲۰۱۴ به صورت رسمی معرفی شد، مبارزه «امتیاز طلایی» هیچ محدودیت زمانی ندارد. به همین دلیل، تصمیم داور که تا آن زمان در صورت نبودن امتیاز در «امتیاز طلایی» انجام می‌شد، منسوخ شد. در این حالت، هر سه داور به فرمان داور اصلی به صورت همزمان با پرچم‌ها اعلام می‌کردند که کدام مبارز بهتر مبارزه کرده است. مبارزی که اکثریت آرا را کسب می‌کرد، برنده مبارزه می‌شد.
مبارزه تنها در حالت ایستاده انجام نمی‌شود، بلکه به صورت زمینی نیز ادامه می‌یابد. در اینجا به‌طور کلی دو روش برای کسب پیروزی وجود دارد. اگر حریف به مدت ۲۰ ثانیه (تا سال ۲۰۱۳ این مدت ۲۵ ثانیه بود) به پشت بر روی زمین نگه داشته شود، مبارزه به نفع شما تمام می‌شود. برای زمان‌های کوتاه‌تر نیز مشابه تکنیک‌های پرتاب، امتیازاتی تعلق می‌گیرد. به عنوان گزینه جایگزین، بسته به رده سنی، می‌توان حریف را با قفل دست یا تکنیک خفه‌کننده وادار به تسلیم کرد. اما به محض اینکه یکی از مبارزان به حالت ایستاده بازگردد، مبارزه باید متوقف شده و در حالت ایستاده از سر گرفته شود.

### امتیازات
از زمانی که کوچک‌ترین امتیاز کُکا در سال ۲۰۰۹ لغو شد و امتیاز کوچک‌تر بعدی یُکو در اوایل سال ۲۰۱۷ حذف شد، اکنون فقط دو نوع امتیاز وجود دارد. بالاترین امتیازی که می‌توان به مبارز داد، ایپون است. اگر مبارزی این امتیاز را دریافت کند، مبارزه بلافاصله پایان می‌یابد. دومین امتیاز، وازا-آری است. پیش از لغو امتیاز یُکو در سال ۲۰۱۷، مبارزی که دومین وازا-آری را کسب می‌کرد، نیز بلافاصله مبارزه را می‌برد. از اوایل سال ۲۰۱۷ تا ۱ ژانویه ۲۰۱۸، وازا-آری به تعداد دلخواه جمع می‌شد. امروز، دو وازا-آری برای مبارز معادل یک ایپون است.

#### ایپون (امتیاز کامل)
بالاترین امتیاز برای مبارز در موارد زیر اعطا می‌شود:
- تکنیک پرتابی که حریف را با کنترل، قدرت و سرعت به پشت بیاندازد.[۲۰۳]
- نگه‌داشتن حریف با تکنیک نگه‌داری (اوسائه-کومی) برای ۲۰ ثانیه (تا سال ۲۰۱۳: ۲۵ ثانیه، پیش از آن حتی ۳۰ ثانیه).
- استفاده از تکنیک قفل یا خفه‌کننده تا زمانی که حریف تسلیم شود یا ناتوان از مبارزه شود (در رده‌های سنی تا زیر ۱۲ سال، تکنیک قفل و تا زیر ۱۵ سال تکنیک خفه‌کننده مجاز نیستند[۲۰۴]).
- دیسکالیفه کردن حریف با هانسوکو-ماکه (ایپون توسط داور نشان داده نمی‌شود).

قانونی که می‌گفت دو وازا-آری (وازا-آری آواسِته ایپون «دو وازا-آری معادل یک ایپون است») یک ایپون به همراه دارد، در اوایل سال ۲۰۱۷ موقتاً لغو شد، اما در سال ۲۰۱۸ دوباره اجرا شد.
پس از ایپون، مبارزه پایان می‌یابد. در مسابقات تیمی و سیستم هرکسی با هرکسی، ایپون در امتیازدهی فرعی ۱۰ امتیاز دارد. در صورت تساوی تعداد پیروزی‌ها، امتیازدهی فرعی تعیین‌کننده پیروزی یا رتبه‌بندی است.

#### وازا-آری (۷۰٪ یک امتیاز)
وازا-آری برای موارد زیر داده می‌شود:
- تکنیک پرتابی که تنها یکی از سه معیار ایپون را به‌طور کامل برآورده کند (وضعیت رایج برای وازا-آری این است که اگر پشت حریف تنها بخشی از سطح زمین را لمس کند)
- نگه‌داشتن حریف با تکنیک نگه‌داری (اوسائه-کومی) برای حداقل ۱۵ ثانیه (تا سال ۲۰۱۳: ۲۰ ثانیه).

از اوایل سال ۲۰۱۷، برای همه اعمالی که تا آن زمان با یُکو امتیازدهی می‌شدند، یک وازا-آری تعلق می‌گیرد.
یک وازا-آری در امتیازدهی فرعی ۷ امتیاز دارد، دومین وازا-آری امتیازدهی فرعی را به اندازه یک ایپون (۱۰ امتیاز) افزایش می‌دهد، نه به ۱۴ امتیاز.

#### یوکو (مزیت فنی بزرگ)
تا اوایل سال ۲۰۱۷، یوکو یک امتیاز برای حرکتی بود که نشان‌دهنده یک مزیت فنی بزرگ بود. این امتیاز در اوایل سال ۲۰۱۷ لغو شد. اکنون حرکاتی که قبلاً امتیاز یوکو می‌گرفتند، با وازا-آری (Waza-ari) ارزیابی می‌شوند.
یک یوکو برای موارد زیر اعطا می‌شد:
- تکنیکی پرتاب که یکی از سه معیار ایپون (Ippon) را فقط به‌صورت جزئی برآورده می‌کرد (مثلاً پرتابی که در آن تنها پهلوی مبارز به زمین برخورد می‌کرد، بدون اینکه قسمتی از پشت او به تاتامی برخورد کند)[۲۰۶]
- نگه‌داشتن حریف با تکنیک نگهداری (Osae-komi) به مدت حداقل ۱۰ ثانیه[۲۰۶]

یوکو ارزش ۵ امتیاز در ارزیابی فرعی داشت. برای هر حرکت فقط یک نوع امتیاز داده می‌شد، بنابراین دریافت هم‌زمان وازا-آری و یوکو برای یک پرتاب ممکن نبود. برخلاف امتیازات دیگر، ایپون که به دلیل منجر شدن به پیروزی بلافاصله در مسابقه فقط در تابلوهای امتیازدهی الکترونیکی نمایش داده می‌شود. امتیازات بالا در سمت چپ و امتیازات پایین‌تر در سمت راست نمایش داده می‌شوند. تابلوهای امتیاز قدیمی‌تر نیز امتیازات بالاتر را در وسط نشان می‌دهند؛ این نمایش در جودوی رقابتی دیگر رایج نیست. برای درک بهتر، در اینجا چند مثال آورده شده است:
مثال ۱
| مبارز ۱  | مبارز ۱ | مبارز ۲  | مبارز ۲ |
| -------- | ------- | -------- | ------- |
| وازا-آری | یوکو    | وازا-آری | یوکو    |
| ۱        | ۰       | ۰        | ۶       |

مبارز ۱ از نظر امتیاز پیشتاز است و در صورت پایان زمان مسابقه برنده خواهد بود. توجه داشته باشید که هر امتیاز بالاتر از هر تعداد امتیاز پایین‌تر بیشتر محاسبه می‌شود.
مثال ۲
| مبارز ۱  | مبارز ۱ | مبارز ۲  | مبارز ۲ |
| -------- | ------- | -------- | ------- |
| وازا-آری | یوکو    | وازا-آری | یوکو    |
| ۱        | ۱       | ۱        | ۲       |

مبارز ۲ از نظر امتیاز پیشتاز است و در صورت پایان زمان مسابقه برنده خواهد بود.
همانند بوکس، در جودو نیز امتیازدهی توسط سه نفر انجام می‌شود: داور اصلی روی تاتامی و دو داور کنار. داور اصلی مسابقه را هدایت کرده و با علامت دست و صدا امتیازات را اعلام می‌کند. دو داور کنار می‌توانند در صورت مخالفت با تصمیم داور اصلی با علامت دست نظر خود را اعلام کنند. تصمیمات اتخاذ شده توسط داور اصلی می‌تواند توسط داوران کنار اصلاح شود. اگر امتیازات دو داور کنار با هم تطابق نداشته باشد، به این ترتیب عمل می‌شود: اگر امتیاز داور اصلی کمتر از امتیاز دو داور کنار باشد، باید امتیاز او به پایین‌ترین امتیاز داوران کنار اصلاح شود. اگر امتیاز داور اصلی بیشتر از امتیاز دو داور کنار باشد، او باید تصمیم خود را به بالاترین امتیاز دو داور کنار تنزل دهد. در حال حاضر، در مورد امتیازات و مجازات‌های تعیین‌کننده نتیجه مسابقه، توافق هر سه داور لازم است. بحث و تبادل نظر تنها در مورد بالاترین مجازات و در حالت مذکور انجام می‌شود.

### سطح مسابقه
مبارزه بر روی تاتامی‌های نیمه‌سخت انجام می‌شود که هم ایستایی و ثبات کافی را برای مبارزان فراهم می‌کنند و هم در عین حال ضربات حاصل از افتادن را به‌طور مناسب کاهش می‌دهند. سطح مسابقه به دو بخش «منطقه مبارزه» و «منطقه ایمنی» تقسیم می‌شود. مبارزه در منطقه مبارزه صورت می‌گیرد. اندازه این منطقه بسته به رده سنی و اهمیت مسابقات متفاوت است. در رده بزرگسالان، از مسابقات قهرمانی منطقه‌ای به بالا، اندازه منطقه مبارزه باید حداقل ۷ متر × ۷ متر و حداکثر ۱۰ متر × ۱۰ متر باشد. برای مسابقات بین‌المللی مانند بازی‌های المپیک، اندازه استاندارد ۸ متر × ۸ متر است. منطقه ایمنی به‌عنوان محدوده بیرونی منطقه مبارزه طراحی شده و باید از بروز آسیب جلوگیری کند، در صورتی که مبارزان به‌طور تصادفی از منطقه مبارزه خارج شوند. این محدوده بیرونی باید بین دو تا سه متر عرض داشته باشد. هر دو منطقه باید دارای رنگ‌بندی متفاوتی باشند تا تمایز آن‌ها به‌وضوح مشخص شود.

### حرکات ممنوعه
مبارز در صورت نقض قوانین مسابقه، اخطار (شیدو) دریافت می‌کند یا از مسابقه، محروم (هانسوکو-ماکه) می‌شود. اخطار، برخلاف گذشته، تأثیر مستقیم بر امتیازات ندارد. اما اگر در پایان زمان مبارزه امتیازات برابر باشند، مبارزی که کمترین شیدو را دریافت کرده است، پیروز می‌شود. از سال ۲۰۱۸، یک یا دو شیدو دیگر تعیین‌کننده نتیجه نهایی نیستند و مسابقه در «امتیاز طلایی» تا زمان کسب امتیاز یا دریافت سومین شیدو یا هانسوکو-ماکه ادامه می‌یابد. تنها در بخش نوجوانان، شیدوها می‌توانند پس از «کینسا» (برتری فنی) در تصمیم‌گیری داور (هانته‌ای) لحاظ شوند. با سومین تخلف، هانسوکو-ماکه اعلام می‌شود و پیش از آن، مشاوره داوران صورت می‌گیرد و مبارزه به نفع حریف پایان می‌یابد. برای تخلفات جدی‌تر، هانسوکو-ماکه می‌تواند به‌صورت مستقیم صادر شود. اخراج مستقیم از یک مسابقه به معنی محرومیت از کل مسابقات است. استثنا در این مورد «هانسوکو-ماکه» به دلیل گرفتن مستقیم زیر کمربند است که در این صورت، مبارز می‌تواند در مسابقه بعدی شرکت کند، زیرا این حمله، اگرچه ممنوع است، اما با روح جودو مغایرت ندارد. این قانون در سال ۲۰۱۸ تغییر کرد و از آن زمان به بعد، گرفتن زیر کمربند فقط با شیدو جریمه می‌شود. اصطلاحات قدیمی برای اخطارهای میانی - چویی و کِی-کوکو - دیگر در جودوی رقابتی استفاده نمی‌شوند.

#### تخلفات جزئی
فدراسیون جودو در تلاش است تا مسابقات جودو را به ویژه برای تلویزیون و به‌طور کلی برای تماشاگران جذاب‌تر کند. در سطوح بالای مسابقات، تفاوت‌ها در قدرت، سرعت و تکنیک معمولاً بسیار کم است، به‌طوری که بدون تشویق به حملات تهاجمی، ممکن است تصمیم‌گیری در مورد نتیجه بسیار طولانی شود. به همین دلیل، مجموعه‌ای از قوانین وضع شده‌اند که مبارزان را به حمله وادار کرده و در عین حال آن‌ها را از اتخاذ موضع دفاعی مستمر منع می‌کند.
یکی از این قوانین می‌تواند به عنوان مثال این باشد که مبارز با اجتناب از گرفتن یقه و به‌ویژه گریپ حریف، فاصله خود را با او حفظ کند. به این ترتیب، او نمی‌تواند حمله کند و در عین حال حریف نیز قادر به حمله نخواهد بود. معمولاً مبارز به گونه‌ای گریپ خود را انتخاب می‌کند که حریف فرصت چندانی برای اجرای حمله خود نداشته باشد. برای مثال، اگر هر دو سر آستین حریف را بگیرد، می‌تواند از گرفتن گریپ توسط حریف جلوگیری کند. البته، این اقدام مانند بسیاری از اقدامات در این گروه، در ابتدا مجاز است، اما فقط در صورتی که به دنبال آن حمله‌ای صورت گیرد. این امر نیز به موقعیت و ارزیابی داوران بستگی دارد و ممکن است متفاوت باشد. سایر تخلفات شامل قفل کردن انگشتان، انتخاب گریپی غیر از گریپ معمول و به‌طور کلی اتخاذ یک موضع دفاعی مداوم است. اجرای تکنیک‌های پرتابی غیرموثر به عمد، معروف به حملات نمایشی که تنها با هدف انتقال مبارزه از حالت ایستاده به روی زمین یا تظاهر به مبارزه فعال انجام می‌شوند، نیز به همان اندازه که اجتناب آشکار از حمله مجازات می‌شود، مورد مجازات قرار می‌گیرند. ترک عمدی تاتامی و بیرون راندن حریف از تاتامی نیز با شیدو مجازات می‌شود.
البته در جودو تکنیک‌هایی وجود دارند که می‌توانند مبارزان را به خطر بیندازند. برای مثال، استفاده از قیچی پا به سمت سر، گردن یا تنه با پاهای کشیده ممنوع است. همچنین خم کردن انگشتان یا لگد زدن به دست حریف برای آزاد کردن گریپ او مجاز نیست. گرفتن سر آستین یا حتی انتهای شلوار حریف، مانند گرفتن مستقیم داخل جودوگی، نیز مجاز نیست. همچنین، گذاشتن قسمت‌هایی از لباس در دهان ممنوع است. پیچیدن اندام‌های خود با کمربند یا انتهای کت نیز مجاز نیست.

#### تخلفات شدید
یک تخلف شدید زمانی رخ می‌دهد که یک مبارز سلامت حریف یا خود را به خطر بیندازد یا به‌طور کلی رفتار غیرورزشی از خود نشان دهد. برخی از تکنیک‌ها به دلیل ایجاد آسیب‌های مکرر ممنوع شده‌اند. از جمله این تکنیک‌ها می‌توان به کاوازو-گاکه (Kawazu-Gake)، پرتاب‌های اهرمی، هر نوع اهرم‌بندی روی مفاصل غیر از آرنج و همچنین اینتاوچن (Eintauchen) به سمت تاتامی اشاره کرد (در این حالت، مبارز با خم شدن بیش از حد به سمت جلو و پایین، تلاش می‌کند تا تکنیک خود را بهبود بخشد، اما ممکن است به خود آسیب برساند). این حرکت به‌عنوان دایوینگ (Diving) نیز شناخته می‌شود. توهین به حریف یا داور و انجام حرکات توهین‌آمیز نیز به‌عنوان رفتار غیرورزشی شدید تلقی می‌شوند.
از سال ۲۰۱۳ در سطح بین‌المللی و از سال ۲۰۱۴ در سطح ملی، گرفتن یا مسدود کردن با دست‌ها یا بازوها در زیر کمربند، چه در حالت ایستاده و چه در هنگام انتقال از حالت ایستاده به زمین، با هانسوکو-ماکه (Hansoku-make) مجازات می‌شود و به‌عنوان یک تخلف شدید در نظر گرفته می‌شود. این قانون به معنای ممنوعیت کامل پرتاب‌هایی است که در آن‌ها دست به پای حریف گرفته می‌شود. این قانون در واقع سخت‌گیری بیشتری نسبت به قانون سال ۲۰۱۰ دارد که طبق آن، این تکنیک‌ها تنها در شرایط استثنایی (برای مثال، در صورت وقوع حمله جدی از سوی حریف) مجاز بودند. از سال ۲۰۱۸، تمامی گرفتن‌های مستقیم زیر کمربند به‌عنوان تخلف‌های سبک‌تر محسوب شده و تنها با شیدو (Shido) جریمه می‌شوند.

## سازمان‌ها
نهاد بین‌المللی حاکم بر جودو فدراسیون جهانی جودو یا به اختصار «IJF» است که در سال ۱۹۵۱ تأسیس شد. اعضای فدراسیون جهانی جودو شامل اتحادیه جودوی آفریقا (AJU)، کنفدراسیون جودوی پان-آمریکا (PJC)، اتحادیه جودوی آسیا (JUA)، اتحادیه جودوی اروپا (EJU) و اتحادیه جودوی اقیانوسیه (OJU) هستند که هر کدام شامل تعدادی از انجمن‌های ملی جودو می‌باشند. فدراسیون جهانی جودو مسئول برگزاری مسابقات بین‌المللی است و میزبان مسابقات قهرمانی جهانی جودو و برگزارکننده رویدادهای جودوی المپیک می‌باشد.

## روز جهانی جودو
در ۲۸ اکتبر هر سال، جامعه جودو روز جهانی جودو را به مناسبت تولد بنیان‌گذار جودو یعنی کانو جیگورو، جشن می‌گیرد. پیام روز جهانی جودو هر سال تغییر می‌کند؛ اما هدف همیشه برجسته کردن ارزش‌های اخلاقی جودو است. اولین جشن در سال ۲۰۱۱ برگزار شد. پیام‌های گذشته روز جهانی جودو عبارت‌اند از:
- سال ۲۰۱۷: شجاعت[۲۱۴]
- سال ۲۰۱۸: دوستی[۲۱۵]
- سال ۲۰۱۹: یک درخت بکار[۲۱۶]
- سال ۲۰۲۰: قوی‌تر با هم[۲۱۷]
- سال ۲۰۲۱: همبستگی[۲۱۸]
- سال ۲۰۲۲: شمول[۲۱۹]
- سال ۲۰۲۳: یک دوست پیدا کن[۲۲۰]

## فیلم‌شناسی
- سانشیرو سوگاتا (ژاپنی: 姿三四郎 هپبورن: Sugata Sanshirō؟, معروف به داستان جودو (Judo Saga))، اثر آکیرا کوروساوا در ۱۹۴۳. این فیلم بر اساس رمانی به همین نام نوشته تسونئو تومیتا، پسر تومیتا تسونجیرو جودوکار برجسته و از نخستین شاگردان این ورزش ساخته شده است. فیلم داستان سانشیرو، جوانی با استعداد و با اراده را دنبال می‌کند که برای یادگیری جوجوتسو به شهر سفر می‌کند. با این حال، پس از ورود، او شکل جدیدی از دفاع شخصی را کشف می‌کند: جودو! شخصیت اصلی فیلم بر اساس سایگو شیرو ساخته شده است.[۲۲۱]
- سانشیرو سوگاتا قسمت دوم (ژاپنی: 續姿三四郎 هپبورن: Zoku Sugata Sanshirō؟, معروف به داستان جودو ۲ (Judo Saga II))، دنباله نسخه نخست اثر آکیرا کوروساوا ۱۹۴۵.[۲۲۱]
- جانی تو، پرتاب (به انگلیسی: Throw Down) در کشور چین به عنوان لیست اژدها و ببر جودو (چینی ساده: 柔道龙虎榜; چینی سنتی: 柔道龍虎榜، فیلمی هنگ کنگی با موضوع هنرهای رزمی درباره یک استاد و قهرمان سابق جودو اثر جانی تو در ۲۰۰۴.[۲۲۲][۲۲۳]